# فهرست سیارک‌ها (۱۷۵۰۰۱–۱۷۶۰۰۱)
فهرست سیارک‌ها (۱۷۵۰۰۱ - ۱۷۶۰۰۱) فهرست سیارک‌ها از ۱۷۵۰۰۱ تا ۱۷۶۰۰۱ است.
| نام    | نام انگلیسی   | تاریخ کشف       |
| ------ | ------------- | --------------- |
| ۱۷۵۰۰۱ | 2004 EZ64     | ۱۴ مارس ۲۰۰۴    |
| ۱۷۵۰۰۲ | 2004 EP68     | ۱۵ مارس ۲۰۰۴    |
| ۱۷۵۰۰۳ | 2004 EN69     | ۱۵ مارس ۲۰۰۴    |
| ۱۷۵۰۰۴ | 2004 ER71     | ۱۵ مارس ۲۰۰۴    |
| ۱۷۵۰۰۵ | 2004 EA73     | ۱۵ مارس ۲۰۰۴    |
| ۱۷۵۰۰۶ | 2004 EJ73     | ۱۵ مارس ۲۰۰۴    |
| ۱۷۵۰۰۷ | 2004 ET79     | ۱۲ مارس ۲۰۰۴    |
| ۱۷۵۰۰۸ | 2004 EU80     | ۱۵ مارس ۲۰۰۴    |
| ۱۷۵۰۰۹ | 2004 EL81     | ۱۵ مارس ۲۰۰۴    |
| ۱۷۵۰۱۰ | 2004 EK86     | ۱۵ مارس ۲۰۰۴    |
| ۱۷۵۰۱۱ | 2004 EX94     | ۱۵ مارس ۲۰۰۴    |
| ۱۷۵۰۱۲ | 2004 EO114    | ۱۱ مارس ۲۰۰۴    |
| ۱۷۵۰۱۳ | 2004 EC116    | ۱۴ مارس ۲۰۰۴    |
| ۱۷۵۰۱۴ | 2004 FG9      | ۱۶ مارس ۲۰۰۴    |
| ۱۷۵۰۱۵ | 2004 FL11     | ۱۶ مارس ۲۰۰۴    |
| ۱۷۵۰۱۶ | 2004 FU14     | ۱۶ مارس ۲۰۰۴    |
| ۱۷۵۰۱۷ | 2004 FW18     | ۲۸ مارس ۲۰۰۴    |
| ۱۷۵۰۱۸ | 2004 FC20     | ۱۶ مارس ۲۰۰۴    |
| ۱۷۵۰۱۹ | 2004 FN24     | ۱۷ مارس ۲۰۰۴    |
| ۱۷۵۰۲۰ | 2004 FK26     | ۱۷ مارس ۲۰۰۴    |
| ۱۷۵۰۲۱ | 2004 FO26     | ۱۷ مارس ۲۰۰۴    |
| ۱۷۵۰۲۲ | 2004 FM27     | ۱۷ مارس ۲۰۰۴    |
| ۱۷۵۰۲۳ | 2004 FU27     | ۱۷ مارس ۲۰۰۴    |
| ۱۷۵۰۲۴ | 2004 FU29     | ۲۷ مارس ۲۰۰۴    |
| ۱۷۵۰۲۵ | 2004 FE33     | ۱۶ مارس ۲۰۰۴    |
| ۱۷۵۰۲۶ | 2004 FB34     | ۱۶ مارس ۲۰۰۴    |
| ۱۷۵۰۲۷ | 2004 FW35     | ۱۶ مارس ۲۰۰۴    |
| ۱۷۵۰۲۸ | 2004 FG39     | ۱۷ مارس ۲۰۰۴    |
| ۱۷۵۰۲۹ | 2004 FJ39     | ۱۷ مارس ۲۰۰۴    |
| ۱۷۵۰۳۰ | 2004 FN40     | ۱۸ مارس ۲۰۰۴    |
| ۱۷۵۰۳۱ | 2004 FF44     | ۱۶ مارس ۲۰۰۴    |
| ۱۷۵۰۳۲ | 2004 FC45     | ۱۶ مارس ۲۰۰۴    |
| ۱۷۵۰۳۳ | 2004 FD48     | ۱۸ مارس ۲۰۰۴    |
| ۱۷۵۰۳۴ | 2004 FH49     | ۱۸ مارس ۲۰۰۴    |
| ۱۷۵۰۳۵ | 2004 FM55     | ۱۹ مارس ۲۰۰۴    |
| ۱۷۵۰۳۶ | 2004 FO56     | ۱۶ مارس ۲۰۰۴    |
| ۱۷۵۰۳۷ | 2004 FO58     | ۱۷ مارس ۲۰۰۴    |
| ۱۷۵۰۳۸ | 2004 FR62     | ۱۹ مارس ۲۰۰۴    |
| ۱۷۵۰۳۹ | 2004 FP67     | ۲۰ مارس ۲۰۰۴    |
| ۱۷۵۰۴۰ | 2004 FZ67     | ۲۰ مارس ۲۰۰۴    |
| ۱۷۵۰۴۱ | 2004 FF70     | ۱۶ مارس ۲۰۰۴    |
| ۱۷۵۰۴۲ | 2004 FM74     | ۱۷ مارس ۲۰۰۴    |
| ۱۷۵۰۴۳ | 2004 FZ80     | ۱۶ مارس ۲۰۰۴    |
| ۱۷۵۰۴۴ | 2004 FF81     | ۱۶ مارس ۲۰۰۴    |
| ۱۷۵۰۴۵ | 2004 FE82     | ۱۷ مارس ۲۰۰۴    |
| ۱۷۵۰۴۶ | Corporon      | ۲۷ مارس ۲۰۰۴    |
| ۱۷۵۰۴۷ | 2004 FK93     | ۲۰ مارس ۲۰۰۴    |
| ۱۷۵۰۴۸ | 2004 FV94     | ۱۹ مارس ۲۰۰۴    |
| ۱۷۵۰۴۹ | 2004 FK100    | ۲۳ مارس ۲۰۰۴    |
| ۱۷۵۰۵۰ | 2004 FA102    | ۱۹ مارس ۲۰۰۴    |
| ۱۷۵۰۵۱ | 2004 FT108    | ۲۳ مارس ۲۰۰۴    |
| ۱۷۵۰۵۲ | 2004 FH109    | ۲۴ مارس ۲۰۰۴    |
| ۱۷۵۰۵۳ | 2004 FO116    | ۲۳ مارس ۲۰۰۴    |
| ۱۷۵۰۵۴ | 2004 FN118    | ۲۲ مارس ۲۰۰۴    |
| ۱۷۵۰۵۵ | 2004 FR122    | ۲۶ مارس ۲۰۰۴    |
| ۱۷۵۰۵۶ | 2004 FX130    | ۲۲ مارس ۲۰۰۴    |
| ۱۷۵۰۵۷ | 2004 FT134    | ۲۶ مارس ۲۰۰۴    |
| ۱۷۵۰۵۸ | 2004 FQ140    | ۲۷ مارس ۲۰۰۴    |
| ۱۷۵۰۵۹ | 2004 FV149    | ۱۶ مارس ۲۰۰۴    |
| ۱۷۵۰۶۰ | 2004 FC158    | ۱۷ مارس ۲۰۰۴    |
| ۱۷۵۰۶۱ | 2004 FH160    | ۱۸ مارس ۲۰۰۴    |
| ۱۷۵۰۶۱ | 2004 GJ       | ۹ آوریل ۲۰۰۴    |
| ۱۷۵۰۶۳ | 2004 GS1      | ۹ آوریل ۲۰۰۴    |
| ۱۷۵۰۶۴ | 2004 GP13     | ۱۳ آوریل ۲۰۰۴   |
| ۱۷۵۰۶۵ | 2004 GA15     | ۱۲ آوریل ۲۰۰۴   |
| ۱۷۵۰۶۶ | 2004 GY21     | ۱۲ آوریل ۲۰۰۴   |
| ۱۷۵۰۶۷ | 2004 GT23     | ۱۳ آوریل ۲۰۰۴   |
| ۱۷۵۰۶۸ | 2004 GF27     | ۱۵ آوریل ۲۰۰۴   |
| ۱۷۵۰۶۹ | 2004 GU28     | ۱۵ آوریل ۲۰۰۴   |
| ۱۷۵۰۷۰ | 2004 GJ32     | ۱۲ آوریل ۲۰۰۴   |
| ۱۷۵۰۷۱ | 2004 GC35     | ۱۳ آوریل ۲۰۰۴   |
| ۱۷۵۰۷۲ | 2004 GB36     | ۱۳ آوریل ۲۰۰۴   |
| ۱۷۵۰۷۳ | 2004 GO37     | ۱۴ آوریل ۲۰۰۴   |
| ۱۷۵۰۷۴ | 2004 GD40     | ۱۱ آوریل ۲۰۰۴   |
| ۱۷۵۰۷۵ | 2004 GR40     | ۱۲ آوریل ۲۰۰۴   |
| ۱۷۵۰۷۶ | 2004 GZ40     | ۱۲ آوریل ۲۰۰۴   |
| ۱۷۵۰۷۷ | 2004 GS43     | ۱۲ آوریل ۲۰۰۴   |
| ۱۷۵۰۷۸ | 2004 GJ56     | ۱۳ آوریل ۲۰۰۴   |
| ۱۷۵۰۷۹ | 2004 GC59     | ۱۲ آوریل ۲۰۰۴   |
| ۱۷۵۰۸۰ | 2004 GA66     | ۱۳ آوریل ۲۰۰۴   |
| ۱۷۵۰۸۱ | 2004 GQ68     | ۱۳ آوریل ۲۰۰۴   |
| ۱۷۵۰۸۲ | 2004 GO76     | ۱۵ آوریل ۲۰۰۴   |
| ۱۷۵۰۸۳ | 2004 GD81     | ۱۳ آوریل ۲۰۰۴   |
| ۱۷۵۰۸۴ | 2004 GP86     | ۱۴ آوریل ۲۰۰۴   |
| ۱۷۵۰۸۵ | 2004 HZ15     | ۱۶ آوریل ۲۰۰۴   |
| ۱۷۵۰۸۶ | 2004 HH22     | ۱۶ آوریل ۲۰۰۴   |
| ۱۷۵۰۸۷ | 2004 HO26     | ۲۰ آوریل ۲۰۰۴   |
| ۱۷۵۰۸۸ | 2004 HK37     | ۲۱ آوریل ۲۰۰۴   |
| ۱۷۵۰۸۹ | 2004 HY47     | ۲۲ آوریل ۲۰۰۴   |
| ۱۷۵۰۹۰ | 2004 HN52     | ۲۴ آوریل ۲۰۰۴   |
| ۱۷۵۰۹۱ | 2004 HB53     | ۲۵ آوریل ۲۰۰۴   |
| ۱۷۵۰۹۲ | 2004 HJ55     | ۲۴ آوریل ۲۰۰۴   |
| ۱۷۵۰۹۳ | 2004 HP55     | ۲۴ آوریل ۲۰۰۴   |
| ۱۷۵۰۹۴ | 2004 HK66     | ۲۰ آوریل ۲۰۰۴   |
| ۱۷۵۰۹۵ | 2004 JC1      | ۹ مه ۲۰۰۴       |
| ۱۷۵۰۹۶ | 2004 JJ3      | ۹ مه ۲۰۰۴       |
| ۱۷۵۰۹۷ | 2004 JG17     | ۱۲ مه ۲۰۰۴      |
| ۱۷۵۰۹۸ | 2004 JF18     | ۱۳ مه ۲۰۰۴      |
| ۱۷۵۰۹۹ | 2004 JF21     | ۹ مه ۲۰۰۴       |
| ۱۷۵۱۰۰ | 2004 JZ35     | ۱۳ مه ۲۰۰۴      |
| ۱۷۵۱۰۱ | 2004 JA40     | ۱۴ مه ۲۰۰۴      |
| ۱۷۵۱۰۲ | 2004 JP42     | ۱۵ مه ۲۰۰۴      |
| ۱۷۵۱۰۳ | 2004 JB56     | ۱۲ مه ۲۰۰۴      |
| ۱۷۵۱۰۴ | 2004 KC6      | ۱۷ مه ۲۰۰۴      |
| ۱۷۵۱۰۵ | 2004 KC9      | ۱۸ مه ۲۰۰۴      |
| ۱۷۵۱۰۶ | 2004 KJ11     | ۱۹ مه ۲۰۰۴      |
| ۱۷۵۱۰۷ | 2004 KB16     | ۲۴ مه ۲۰۰۴      |
| ۱۷۵۱۰۸ | 2004 LX10     | ۹ ژوئن ۲۰۰۴     |
| ۱۷۵۱۰۹ | Sharickaer    | ۲۵ ژوئن ۲۰۰۴    |
| ۱۷۵۱۱۰ | 2004 NF9      | ۹ ژوئیه ۲۰۰۴    |
| ۱۷۵۱۱۱ | 2004 NR18     | ۱۴ ژوئیه ۲۰۰۴   |
| ۱۷۵۱۱۲ | 2004 PP32     | ۸ اوت ۲۰۰۴      |
| ۱۷۵۱۱۳ | 2004 PF115    | ۷ اوت ۲۰۰۴      |
| ۱۷۵۱۱۳ | 2004 QQ       | ۱۷ اوت ۲۰۰۴     |
| ۱۷۵۱۱۵ | 2004 RH157    | ۱۰ سپتامبر ۲۰۰۴ |
| ۱۷۵۱۱۶ | 2004 RL252    | ۱۵ سپتامبر ۲۰۰۴ |
| ۱۷۵۱۱۷ | 2004 SE2      | ۱۶ سپتامبر ۲۰۰۴ |
| ۱۷۵۱۱۸ | 2004 TU214    | ۹ اکتبر ۲۰۰۴    |
| ۱۷۵۱۱۹ | 2004 UE9      | ۲۳ اکتبر ۲۰۰۴   |
| ۱۷۵۱۲۰ | 2004 XJ2      | ۱ دسامبر ۲۰۰۴   |
| ۱۷۵۱۲۱ | 2004 XX30     | ۱۱ دسامبر ۲۰۰۴  |
| ۱۷۵۱۲۲ | 2004 XM168    | ۷ دسامبر ۲۰۰۴   |
| ۱۷۵۱۲۳ | 2004 YY21     | ۱۸ دسامبر ۲۰۰۴  |
| ۱۷۵۱۲۴ | 2005 AB10     | ۷ ژانویه ۲۰۰۵   |
| ۱۷۵۱۲۵ | 2005 AA35     | ۱۳ ژانویه ۲۰۰۵  |
| ۱۷۵۱۲۶ | 2005 AM44     | ۱۵ ژانویه ۲۰۰۵  |
| ۱۷۵۱۲۷ | 2005 AH56     | ۱۵ ژانویه ۲۰۰۵  |
| ۱۷۵۱۲۸ | 2005 AW71     | ۱۵ ژانویه ۲۰۰۵  |
| ۱۷۵۱۲۹ | 2005 BJ19     | ۱۶ ژانویه ۲۰۰۵  |
| ۱۷۵۱۳۰ | 2005 CR4      | ۱ فوریه ۲۰۰۵    |
| ۱۷۵۱۳۱ | 2005 CK11     | ۱ فوریه ۲۰۰۵    |
| ۱۷۵۱۳۲ | 2005 CG16     | ۲ فوریه ۲۰۰۵    |
| ۱۷۵۱۳۳ | 2005 CV49     | ۲ فوریه ۲۰۰۵    |
| ۱۷۵۱۳۴ | 2005 CM56     | ۷ فوریه ۲۰۰۵    |
| ۱۷۵۱۳۵ | 2005 CF71     | ۱ فوریه ۲۰۰۵    |
| ۱۷۵۱۳۶ | 2005 DY1      | ۲۸ فوریه ۲۰۰۵   |
| ۱۷۵۱۳۷ | 2005 EP6      | ۱ مارس ۲۰۰۵     |
| ۱۷۵۱۳۸ | 2005 ET7      | ۱ مارس ۲۰۰۵     |
| ۱۷۵۱۳۹ | 2005 EM9      | ۲ مارس ۲۰۰۵     |
| ۱۷۵۱۴۰ | 2005 EM10     | ۲ مارس ۲۰۰۵     |
| ۱۷۵۱۴۱ | 2005 ES13     | ۳ مارس ۲۰۰۵     |
| ۱۷۵۱۴۲ | 2005 EG14     | ۳ مارس ۲۰۰۵     |
| ۱۷۵۱۴۳ | 2005 EG15     | ۳ مارس ۲۰۰۵     |
| ۱۷۵۱۴۴ | 2005 EX16     | ۳ مارس ۲۰۰۵     |
| ۱۷۵۱۴۵ | 2005 EU20     | ۳ مارس ۲۰۰۵     |
| ۱۷۵۱۴۶ | 2005 ES24     | ۳ مارس ۲۰۰۵     |
| ۱۷۵۱۴۷ | 2005 EN25     | ۳ مارس ۲۰۰۵     |
| ۱۷۵۱۴۸ | 2005 EY30     | ۱ مارس ۲۰۰۵     |
| ۱۷۵۱۴۹ | 2005 EW32     | ۳ مارس ۲۰۰۵     |
| ۱۷۵۱۵۰ | 2005 EZ32     | ۴ مارس ۲۰۰۵     |
| ۱۷۵۱۵۱ | 2005 EO34     | ۳ مارس ۲۰۰۵     |
| ۱۷۵۱۵۲ | 2005 ET37     | ۳ مارس ۲۰۰۵     |
| ۱۷۵۱۵۳ | 2005 EL38     | ۳ مارس ۲۰۰۵     |
| ۱۷۵۱۵۴ | 2005 EH47     | ۳ مارس ۲۰۰۵     |
| ۱۷۵۱۵۵ | 2005 EX54     | ۴ مارس ۲۰۰۵     |
| ۱۷۵۱۵۶ | 2005 EU60     | ۴ مارس ۲۰۰۵     |
| ۱۷۵۱۵۷ | 2005 EC61     | ۴ مارس ۲۰۰۵     |
| ۱۷۵۱۵۸ | 2005 EM66     | ۴ مارس ۲۰۰۵     |
| ۱۷۵۱۵۹ | 2005 EE68     | ۷ مارس ۲۰۰۵     |
| ۱۷۵۱۶۰ | 2005 ES68     | ۷ مارس ۲۰۰۵     |
| ۱۷۵۱۶۱ | 2005 ES71     | ۲ مارس ۲۰۰۵     |
| ۱۷۵۱۶۲ | 2005 EX79     | ۳ مارس ۲۰۰۵     |
| ۱۷۵۱۶۳ | 2005 EM86     | ۴ مارس ۲۰۰۵     |
| ۱۷۵۱۶۴ | 2005 EN86     | ۴ مارس ۲۰۰۵     |
| ۱۷۵۱۶۵ | 2005 EO86     | ۴ مارس ۲۰۰۵     |
| ۱۷۵۱۶۶ | 2005 EZ99     | ۳ مارس ۲۰۰۵     |
| ۱۷۵۱۶۷ | 2005 EB102    | ۳ مارس ۲۰۰۵     |
| ۱۷۵۱۶۸ | 2005 EQ118    | ۷ مارس ۲۰۰۵     |
| ۱۷۵۱۶۹ | 2005 ES119    | ۷ مارس ۲۰۰۵     |
| ۱۷۵۱۷۰ | 2005 EG129    | ۹ مارس ۲۰۰۵     |
| ۱۷۵۱۷۱ | 2005 EN136    | ۹ مارس ۲۰۰۵     |
| ۱۷۵۱۷۲ | 2005 EU138    | ۹ مارس ۲۰۰۵     |
| ۱۷۵۱۷۳ | 2005 EJ139    | ۹ مارس ۲۰۰۵     |
| ۱۷۵۱۷۴ | 2005 EA141    | ۱۰ مارس ۲۰۰۵    |
| ۱۷۵۱۷۵ | 2005 EP142    | ۱۰ مارس ۲۰۰۵    |
| ۱۷۵۱۷۶ | 2005 EU144    | ۱۰ مارس ۲۰۰۵    |
| ۱۷۵۱۷۷ | 2005 EQ153    | ۹ مارس ۲۰۰۵     |
| ۱۷۵۱۷۸ | 2005 EQ154    | ۸ مارس ۲۰۰۵     |
| ۱۷۵۱۷۹ | 2005 EC160    | ۹ مارس ۲۰۰۵     |
| ۱۷۵۱۸۰ | 2005 EZ161    | ۹ مارس ۲۰۰۵     |
| ۱۷۵۱۸۱ | 2005 ET162    | ۱۰ مارس ۲۰۰۵    |
| ۱۷۵۱۸۲ | 2005 EE176    | ۸ مارس ۲۰۰۵     |
| ۱۷۵۱۸۳ | 2005 EO176    | ۸ مارس ۲۰۰۵     |
| ۱۷۵۱۸۴ | 2005 EJ177    | ۸ مارس ۲۰۰۵     |
| ۱۷۵۱۸۵ | 2005 ED202    | ۸ مارس ۲۰۰۵     |
| ۱۷۵۱۸۶ | 2005 EC211    | ۴ مارس ۲۰۰۵     |
| ۱۷۵۱۸۷ | 2005 EC214    | ۷ مارس ۲۰۰۵     |
| ۱۷۵۱۸۸ | 2005 EL216    | ۸ مارس ۲۰۰۵     |
| ۱۷۵۱۸۹ | 2005 EC224    | ۱۱ مارس ۲۰۰۵    |
| ۱۷۵۱۹۰ | 2005 EX233    | ۱۰ مارس ۲۰۰۵    |
| ۱۷۵۱۹۱ | 2005 EL241    | ۱۱ مارس ۲۰۰۵    |
| ۱۷۵۱۹۲ | 2005 EM242    | ۱۱ مارس ۲۰۰۵    |
| ۱۷۵۱۹۳ | 2005 EK243    | ۱۱ مارس ۲۰۰۵    |
| ۱۷۵۱۹۴ | 2005 EL268    | ۱۴ مارس ۲۰۰۵    |
| ۱۷۵۱۹۵ | 2005 EG270    | ۱۲ مارس ۲۰۰۵    |
| ۱۷۵۱۹۶ | 2005 EM276    | ۸ مارس ۲۰۰۵     |
| ۱۷۵۱۹۷ | 2005 ED288    | ۸ مارس ۲۰۰۵     |
| ۱۷۵۱۹۸ | 2005 EQ290    | ۱۰ مارس ۲۰۰۵    |
| ۱۷۵۱۹۹ | 2005 ER305    | ۱۰ مارس ۲۰۰۵    |
| ۱۷۵۲۰۰ | 2005 EV315    | ۱۱ مارس ۲۰۰۵    |
| ۱۷۵۲۰۱ | 2005 EZ323    | ۱۳ مارس ۲۰۰۵    |
| ۱۷۵۲۰۲ | 2005 FV1      | ۱۶ مارس ۲۰۰۵    |
| ۱۷۵۲۰۳ | 2005 FS4      | ۳۱ مارس ۲۰۰۵    |
| ۱۷۵۲۰۴ | 2005 FT5      | ۳۱ مارس ۲۰۰۵    |
| ۱۷۵۲۰۵ | 2005 GP2      | ۱ آوریل ۲۰۰۵    |
| ۱۷۵۲۰۶ | 2005 GS7      | ۱ آوریل ۲۰۰۵    |
| ۱۷۵۲۰۷ | 2005 GR13     | ۱ آوریل ۲۰۰۵    |
| ۱۷۵۲۰۸ | Vorbourg      | ۱ آوریل ۲۰۰۵    |
| ۱۷۵۲۰۹ | 2005 GD28     | ۳ آوریل ۲۰۰۵    |
| ۱۷۵۲۱۰ | 2005 GE28     | ۳ آوریل ۲۰۰۵    |
| ۱۷۵۲۱۱ | 2005 GR28     | ۴ آوریل ۲۰۰۵    |
| ۱۷۵۲۱۲ | 2005 GD30     | ۴ آوریل ۲۰۰۵    |
| ۱۷۵۲۱۳ | 2005 GS32     | ۴ آوریل ۲۰۰۵    |
| ۱۷۵۲۱۴ | 2005 GN33     | ۵ آوریل ۲۰۰۵    |
| ۱۷۵۲۱۵ | 2005 GT38     | ۴ آوریل ۲۰۰۵    |
| ۱۷۵۲۱۶ | 2005 GR51     | ۲ آوریل ۲۰۰۵    |
| ۱۷۵۲۱۷ | 2005 GA59     | ۴ آوریل ۲۰۰۵    |
| ۱۷۵۲۱۸ | 2005 GX62     | ۲ آوریل ۲۰۰۵    |
| ۱۷۵۲۱۹ | 2005 GY64     | ۲ آوریل ۲۰۰۵    |
| ۱۷۵۲۲۰ | 2005 GM77     | ۶ آوریل ۲۰۰۵    |
| ۱۷۵۲۲۱ | 2005 GF80     | ۷ آوریل ۲۰۰۵    |
| ۱۷۵۲۲۲ | 2005 GZ80     | ۷ آوریل ۲۰۰۵    |
| ۱۷۵۲۲۳ | 2005 GA102    | ۹ آوریل ۲۰۰۵    |
| ۱۷۵۲۲۴ | 2005 GN104    | ۱۰ آوریل ۲۰۰۵   |
| ۱۷۵۲۲۵ | 2005 GE111    | ۱۰ آوریل ۲۰۰۵   |
| ۱۷۵۲۲۶ | 2005 GS111    | ۵ آوریل ۲۰۰۵    |
| ۱۷۵۲۲۷ | 2005 GL112    | ۶ آوریل ۲۰۰۵    |
| ۱۷۵۲۲۸ | 2005 GO121    | ۵ آوریل ۲۰۰۵    |
| ۱۷۵۲۲۹ | 2005 GJ126    | ۱۱ آوریل ۲۰۰۵   |
| ۱۷۵۲۳۰ | 2005 GA131    | ۹ آوریل ۲۰۰۵    |
| ۱۷۵۲۳۱ | 2005 GL150    | ۱۱ آوریل ۲۰۰۵   |
| ۱۷۵۲۳۲ | 2005 GE152    | ۱۲ آوریل ۲۰۰۵   |
| ۱۷۵۲۳۳ | 2005 GP162    | ۷ آوریل ۲۰۰۵    |
| ۱۷۵۲۳۴ | 2005 GG164    | ۱۰ آوریل ۲۰۰۵   |
| ۱۷۵۲۳۵ | 2005 GU165    | ۱۱ آوریل ۲۰۰۵   |
| ۱۷۵۲۳۶ | 2005 GF179    | ۱۳ آوریل ۲۰۰۵   |
| ۱۷۵۲۳۷ | 2005 GC182    | ۱۳ آوریل ۲۰۰۵   |
| ۱۷۵۲۳۸ | 2005 GK187    | ۱۲ آوریل ۲۰۰۵   |
| ۱۷۵۲۳۹ | 2005 GA213    | ۴ آوریل ۲۰۰۵    |
| ۱۷۵۲۴۰ | 2005 GC215    | ۱۴ آوریل ۲۰۰۵   |
| ۱۷۵۲۴۰ | 2005 HQ       | ۱۶ آوریل ۲۰۰۵   |
| ۱۷۵۲۴۲ | 2005 HP3      | ۱۷ آوریل ۲۰۰۵   |
| ۱۷۵۲۴۳ | 2005 JQ14     | ۱ مه ۲۰۰۵       |
| ۱۷۵۲۴۴ | 2005 JC15     | ۲ مه ۲۰۰۵       |
| ۱۷۵۲۴۵ | 2005 JZ15     | ۳ مه ۲۰۰۵       |
| ۱۷۵۲۴۶ | 2005 JS17     | ۴ مه ۲۰۰۵       |
| ۱۷۵۲۴۷ | 2005 JS21     | ۴ مه ۲۰۰۵       |
| ۱۷۵۲۴۸ | 2005 JF26     | ۳ مه ۲۰۰۵       |
| ۱۷۵۲۴۹ | 2005 JE28     | ۳ مه ۲۰۰۵       |
| ۱۷۵۲۵۰ | 2005 JS29     | ۳ مه ۲۰۰۵       |
| ۱۷۵۲۵۱ | 2005 JQ30     | ۴ مه ۲۰۰۵       |
| ۱۷۵۲۵۲ | 2005 JE48     | ۳ مه ۲۰۰۵       |
| ۱۷۵۲۵۳ | 2005 JF51     | ۴ مه ۲۰۰۵       |
| ۱۷۵۲۵۴ | 2005 JO51     | ۴ مه ۲۰۰۵       |
| ۱۷۵۲۵۵ | 2005 JH64     | ۱۱ مه ۲۰۰۵      |
| ۱۷۵۲۵۶ | 2005 JH67     | ۴ مه ۲۰۰۵       |
| ۱۷۵۲۵۷ | 2005 JD82     | ۱۲ مه ۲۰۰۵      |
| ۱۷۵۲۵۸ | 2005 JL83     | ۸ مه ۲۰۰۵       |
| ۱۷۵۲۵۹ | Offenberger   | ۱۰ مه ۲۰۰۵      |
| ۱۷۵۲۶۰ | 2005 JS93     | ۱۱ مه ۲۰۰۵      |
| ۱۷۵۲۶۱ | 2005 JY100    | ۹ مه ۲۰۰۵       |
| ۱۷۵۲۶۲ | 2005 JE102    | ۹ مه ۲۰۰۵       |
| ۱۷۵۲۶۳ | 2005 JG112    | ۹ مه ۲۰۰۵       |
| ۱۷۵۲۶۴ | 2005 JK112    | ۹ مه ۲۰۰۵       |
| ۱۷۵۲۶۵ | 2005 JU114    | ۱۰ مه ۲۰۰۵      |
| ۱۷۵۲۶۶ | 2005 JY127    | ۱۲ مه ۲۰۰۵      |
| ۱۷۵۲۶۷ | 2005 JF136    | ۱۱ مه ۲۰۰۵      |
| ۱۷۵۲۶۸ | 2005 JP140    | ۱۴ مه ۲۰۰۵      |
| ۱۷۵۲۶۹ | 2005 JU144    | ۱۵ مه ۲۰۰۵      |
| ۱۷۵۲۷۰ | 2005 JL145    | ۱۵ مه ۲۰۰۵      |
| ۱۷۵۲۷۱ | 2005 JY145    | ۱۲ مه ۲۰۰۵      |
| ۱۷۵۲۷۲ | 2005 JP157    | ۴ مه ۲۰۰۵       |
| ۱۷۵۲۷۳ | 2005 JN158    | ۶ مه ۲۰۰۵       |
| ۱۷۵۲۷۴ | 2005 JA159    | ۷ مه ۲۰۰۵       |
| ۱۷۵۲۷۵ | 2005 JE178    | ۱۰ مه ۲۰۰۵      |
| ۱۷۵۲۷۶ | 2005 JD179    | ۱۴ مه ۲۰۰۵      |
| ۱۷۵۲۷۷ | 2005 JB180    | ۷ مه ۲۰۰۵       |
| ۱۷۵۲۷۸ | 2005 KM3      | ۱۷ مه ۲۰۰۵      |
| ۱۷۵۲۷۹ | 2005 KL6      | ۱۸ مه ۲۰۰۵      |
| ۱۷۵۲۸۰ | 2005 KZ6      | ۱۹ مه ۲۰۰۵      |
| ۱۷۵۲۸۱ | 2005 KG9      | ۲۸ مه ۲۰۰۵      |
| ۱۷۵۲۸۱ | 2005 LA       | ۱ ژوئن ۲۰۰۵     |
| ۱۷۵۲۸۱ | 2005 LJ       | ۱ ژوئن ۲۰۰۵     |
| ۱۷۵۲۸۴ | 2005 LP2      | ۲ ژوئن ۲۰۰۵     |
| ۱۷۵۲۸۵ | 2005 LX3      | ۳ ژوئن ۲۰۰۵     |
| ۱۷۵۲۸۶ | 2005 LL9      | ۱ ژوئن ۲۰۰۵     |
| ۱۷۵۲۸۷ | 2005 LM11     | ۳ ژوئن ۲۰۰۵     |
| ۱۷۵۲۸۸ | 2005 LD12     | ۴ ژوئن ۲۰۰۵     |
| ۱۷۵۲۸۹ | 2005 LX20     | ۵ ژوئن ۲۰۰۵     |
| ۱۷۵۲۹۰ | 2005 LK21     | ۶ ژوئن ۲۰۰۵     |
| ۱۷۵۲۹۱ | 2005 LF22     | ۸ ژوئن ۲۰۰۵     |
| ۱۷۵۲۹۲ | 2005 LY22     | ۸ ژوئن ۲۰۰۵     |
| ۱۷۵۲۹۳ | 2005 LD23     | ۸ ژوئن ۲۰۰۵     |
| ۱۷۵۲۹۴ | 2005 LR26     | ۸ ژوئن ۲۰۰۵     |
| ۱۷۵۲۹۵ | 2005 LW27     | ۹ ژوئن ۲۰۰۵     |
| ۱۷۵۲۹۶ | 2005 LG30     | ۱۲ ژوئن ۲۰۰۵    |
| ۱۷۵۲۹۷ | 2005 LL35     | ۱۰ ژوئن ۲۰۰۵    |
| ۱۷۵۲۹۸ | 2005 LK37     | ۱۱ ژوئن ۲۰۰۵    |
| ۱۷۵۲۹۹ | 2005 LR42     | ۱۴ ژوئن ۲۰۰۵    |
| ۱۷۵۳۰۰ | 2005 LD44     | ۱۱ ژوئن ۲۰۰۵    |
| ۱۷۵۳۰۱ | 2005 LC47     | ۱۳ ژوئن ۲۰۰۵    |
| ۱۷۵۳۰۲ | 2005 LU48     | ۱۰ ژوئن ۲۰۰۵    |
| ۱۷۵۳۰۳ | 2005 LL50     | ۱۳ ژوئن ۲۰۰۵    |
| ۱۷۵۳۰۴ | 2005 MC3      | ۲۱ ژوئن ۲۰۰۵    |
| ۱۷۵۳۰۵ | 2005 MM3      | ۲۴ ژوئن ۲۰۰۵    |
| ۱۷۵۳۰۶ | 2005 MC6      | ۲۴ ژوئن ۲۰۰۵    |
| ۱۷۵۳۰۷ | 2005 MR6      | ۲۶ ژوئن ۲۰۰۵    |
| ۱۷۵۳۰۸ | 2005 ME7      | ۲۷ ژوئن ۲۰۰۵    |
| ۱۷۵۳۰۹ | 2005 MK7      | ۲۷ ژوئن ۲۰۰۵    |
| ۱۷۵۳۱۰ | 2005 MA10     | ۲۳ ژوئن ۲۰۰۵    |
| ۱۷۵۳۱۱ | 2005 MO10     | ۲۷ ژوئن ۲۰۰۵    |
| ۱۷۵۳۱۲ | 2005 MW11     | ۲۷ ژوئن ۲۰۰۵    |
| ۱۷۵۳۱۳ | 2005 MF15     | ۲۹ ژوئن ۲۰۰۵    |
| ۱۷۵۳۱۴ | 2005 MN15     | ۲۹ ژوئن ۲۰۰۵    |
| ۱۷۵۳۱۵ | 2005 ME19     | ۲۹ ژوئن ۲۰۰۵    |
| ۱۷۵۳۱۶ | 2005 MO24     | ۳۰ ژوئن ۲۰۰۵    |
| ۱۷۵۳۱۷ | 2005 MT24     | ۲۳ ژوئن ۲۰۰۵    |
| ۱۷۵۳۱۸ | 2005 MF26     | ۲۸ ژوئن ۲۰۰۵    |
| ۱۷۵۳۱۹ | 2005 ML32     | ۲۸ ژوئن ۲۰۰۵    |
| ۱۷۵۳۲۰ | 2005 MC35     | ۳۰ ژوئن ۲۰۰۵    |
| ۱۷۵۳۲۱ | 2005 MQ35     | ۳۰ ژوئن ۲۰۰۵    |
| ۱۷۵۳۲۲ | 2005 MV37     | ۳۰ ژوئن ۲۰۰۵    |
| ۱۷۵۳۲۳ | 2005 MZ37     | ۳۰ ژوئن ۲۰۰۵    |
| ۱۷۵۳۲۴ | 2005 MR39     | ۲۹ ژوئن ۲۰۰۵    |
| ۱۷۵۳۲۵ | 2005 NP3      | ۱ ژوئیه ۲۰۰۵    |
| ۱۷۵۳۲۶ | 2005 NC5      | ۳ ژوئیه ۲۰۰۵    |
| ۱۷۵۳۲۷ | 2005 NK6      | ۴ ژوئیه ۲۰۰۵    |
| ۱۷۵۳۲۸ | 2005 NL16     | ۲ ژوئیه ۲۰۰۵    |
| ۱۷۵۳۲۹ | 2005 NQ24     | ۴ ژوئیه ۲۰۰۵    |
| ۱۷۵۳۳۰ | 2005 NX32     | ۵ ژوئیه ۲۰۰۵    |
| ۱۷۵۳۳۱ | 2005 NW33     | ۵ ژوئیه ۲۰۰۵    |
| ۱۷۵۳۳۲ | 2005 NB35     | ۵ ژوئیه ۲۰۰۵    |
| ۱۷۵۳۳۳ | 2005 NQ36     | ۶ ژوئیه ۲۰۰۵    |
| ۱۷۵۳۳۴ | 2005 NZ37     | ۶ ژوئیه ۲۰۰۵    |
| ۱۷۵۳۳۵ | 2005 NL39     | ۷ ژوئیه ۲۰۰۵    |
| ۱۷۵۳۳۶ | 2005 NU40     | ۳ ژوئیه ۲۰۰۵    |
| ۱۷۵۳۳۷ | 2005 NZ45     | ۵ ژوئیه ۲۰۰۵    |
| ۱۷۵۳۳۸ | 2005 NA59     | ۹ ژوئیه ۲۰۰۵    |
| ۱۷۵۳۳۹ | 2005 NC67     | ۲ ژوئیه ۲۰۰۵    |
| ۱۷۵۳۴۰ | 2005 NX70     | ۵ ژوئیه ۲۰۰۵    |
| ۱۷۵۳۴۱ | 2005 NK74     | ۹ ژوئیه ۲۰۰۵    |
| ۱۷۵۳۴۲ | 2005 NS80     | ۱۲ ژوئیه ۲۰۰۵   |
| ۱۷۵۳۴۳ | 2005 NU87     | ۴ ژوئیه ۲۰۰۵    |
| ۱۷۵۳۴۴ | 2005 NJ91     | ۵ ژوئیه ۲۰۰۵    |
| ۱۷۵۳۴۵ | 2005 NP108    | ۷ ژوئیه ۲۰۰۵    |
| ۱۷۵۳۴۶ | 2005 NK122    | ۱۲ ژوئیه ۲۰۰۵   |
| ۱۷۵۳۴۷ | 2005 NV122    | ۴ ژوئیه ۲۰۰۵    |
| ۱۷۵۳۴۸ | 2005 OO2      | ۲۸ ژوئیه ۲۰۰۵   |
| ۱۷۵۳۴۹ | 2005 OA6      | ۲۸ ژوئیه ۲۰۰۵   |
| ۱۷۵۳۵۰ | 2005 OM7      | ۲۹ ژوئیه ۲۰۰۵   |
| ۱۷۵۳۵۱ | 2005 OR7      | ۳۰ ژوئیه ۲۰۰۵   |
| ۱۷۵۳۵۲ | 2005 OO8      | ۲۸ ژوئیه ۲۰۰۵   |
| ۱۷۵۳۵۳ | 2005 OH11     | ۲۸ ژوئیه ۲۰۰۵   |
| ۱۷۵۳۵۴ | 2005 OS15     | ۲۹ ژوئیه ۲۰۰۵   |
| ۱۷۵۳۵۵ | 2005 PR19     | ۶ اوت ۲۰۰۵      |
| ۱۷۵۳۵۵ | 2005 QK       | ۲۴ اوت ۲۰۰۵     |
| ۱۷۵۳۵۷ | 2005 QB1      | ۲۲ اوت ۲۰۰۵     |
| ۱۷۵۳۵۸ | 2005 QT26     | ۲۷ اوت ۲۰۰۵     |
| ۱۷۵۳۵۹ | 2005 QB53     | ۲۸ اوت ۲۰۰۵     |
| ۱۷۵۳۶۰ | 2005 QN57     | ۲۴ اوت ۲۰۰۵     |
| ۱۷۵۳۶۱ | 2005 QM61     | ۲۶ اوت ۲۰۰۵     |
| ۱۷۵۳۶۲ | 2005 QD101    | ۲۷ اوت ۲۰۰۵     |
| ۱۷۵۳۶۳ | 2005 QX114    | ۲۷ اوت ۲۰۰۵     |
| ۱۷۵۳۶۴ | 2005 QY122    | ۲۸ اوت ۲۰۰۵     |
| ۱۷۵۳۶۵ | Carsac        | ۳۱ اوت ۲۰۰۵     |
| ۱۷۵۳۶۶ | 2005 QQ147    | ۲۸ اوت ۲۰۰۵     |
| ۱۷۵۳۶۷ | 2005 QF165    | ۳۱ اوت ۲۰۰۵     |
| ۱۷۵۳۶۸ | 2005 RD16     | ۱ سپتامبر ۲۰۰۵  |
| ۱۷۵۳۶۹ | 2005 RX27     | ۱۱ سپتامبر ۲۰۰۵ |
| ۱۷۵۳۷۰ | 2005 SH116    | ۲۷ سپتامبر ۲۰۰۵ |
| ۱۷۵۳۷۱ | 2005 SP165    | ۲۸ سپتامبر ۲۰۰۵ |
| ۱۷۵۳۷۲ | 2005 SM201    | ۳۰ سپتامبر ۲۰۰۵ |
| ۱۷۵۳۷۳ | 2005 SR223    | ۲۹ سپتامبر ۲۰۰۵ |
| ۱۷۵۳۷۴ | 2005 SX243    | ۳۰ سپتامبر ۲۰۰۵ |
| ۱۷۵۳۷۵ | 2005 TY18     | ۱ اکتبر ۲۰۰۵    |
| ۱۷۵۳۷۶ | 2005 TT71     | ۳ اکتبر ۲۰۰۵    |
| ۱۷۵۳۷۷ | 2005 TA108    | ۷ اکتبر ۲۰۰۵    |
| ۱۷۵۳۷۸ | 2005 UN114    | ۲۲ اکتبر ۲۰۰۵   |
| ۱۷۵۳۷۹ | 2005 UE495    | ۲۶ اکتبر ۲۰۰۵   |
| ۱۷۵۳۸۰ | 2006 HE103    | ۳۰ آوریل ۲۰۰۶   |
| ۱۷۵۳۸۱ | 2006 HA122    | ۳۰ آوریل ۲۰۰۶   |
| ۱۷۵۳۸۲ | 2006 JM15     | ۲ مه ۲۰۰۶       |
| ۱۷۵۳۸۳ | 2006 JQ44     | ۶ مه ۲۰۰۶       |
| ۱۷۵۳۸۴ | 2006 KF79     | ۲۴ مه ۲۰۰۶      |
| ۱۷۵۳۸۵ | 2006 KA101    | ۲۴ مه ۲۰۰۶      |
| ۱۷۵۳۸۶ | 2006 LN4      | ۱۱ ژوئن ۲۰۰۶    |
| ۱۷۵۳۸۷ | 2006 LF7      | ۱۰ ژوئن ۲۰۰۶    |
| ۱۷۵۳۸۸ | 2006 LR7      | ۷ ژوئن ۲۰۰۶     |
| ۱۷۵۳۸۹ | 2006 MQ3      | ۱۹ ژوئن ۲۰۰۶    |
| ۱۷۵۳۹۰ | 2006 MN6      | ۲۰ ژوئن ۲۰۰۶    |
| ۱۷۵۳۹۱ | 2006 MP9      | ۱۹ ژوئن ۲۰۰۶    |
| ۱۷۵۳۹۲ | 2006 MH14     | ۱۸ ژوئن ۲۰۰۶    |
| ۱۷۵۳۹۳ | 2006 MM14     | ۲۴ ژوئن ۲۰۰۶    |
| ۱۷۵۳۹۴ | 2006 MD15     | ۳۰ ژوئن ۲۰۰۶    |
| ۱۷۵۳۹۴ | 2006 NY       | ۵ ژوئیه ۲۰۰۶    |
| ۱۷۵۳۹۶ | 2006 OH2      | ۱۸ ژوئیه ۲۰۰۶   |
| ۱۷۵۳۹۷ | 2006 OS6      | ۲۱ ژوئیه ۲۰۰۶   |
| ۱۷۵۳۹۸ | 2006 OJ7      | ۱۸ ژوئیه ۲۰۰۶   |
| ۱۷۵۳۹۹ | 2006 OM7      | ۱۸ ژوئیه ۲۰۰۶   |
| ۱۷۵۴۰۰ | 2006 OT7      | ۱۹ ژوئیه ۲۰۰۶   |
| ۱۷۵۴۰۱ | 2006 OA9      | ۲۰ ژوئیه ۲۰۰۶   |
| ۱۷۵۴۰۲ | 2006 OL10     | ۲۵ ژوئیه ۲۰۰۶   |
| ۱۷۵۴۰۳ | 2006 OA11     | ۱۹ ژوئیه ۲۰۰۶   |
| ۱۷۵۴۰۴ | 2006 OV11     | ۲۱ ژوئیه ۲۰۰۶   |
| ۱۷۵۴۰۵ | 2006 OL12     | ۲۵ ژوئیه ۲۰۰۶   |
| ۱۷۵۴۰۶ | 2006 OL14     | ۲۵ ژوئیه ۲۰۰۶   |
| ۱۷۵۴۰۷ | 2006 OH16     | ۱۸ ژوئیه ۲۰۰۶   |
| ۱۷۵۴۰۸ | 2006 OZ16     | ۲۱ ژوئیه ۲۰۰۶   |
| ۱۷۵۴۰۹ | 2006 OS18     | ۲۰ ژوئیه ۲۰۰۶   |
| ۱۷۵۴۱۰ | 2006 PB8      | ۱۲ اوت ۲۰۰۶     |
| ۱۷۵۴۱۱ | 2006 PC8      | ۱۲ اوت ۲۰۰۶     |
| ۱۷۵۴۱۲ | 2006 PA9      | ۱۳ اوت ۲۰۰۶     |
| ۱۷۵۴۱۳ | 2006 PH9      | ۱۳ اوت ۲۰۰۶     |
| ۱۷۵۴۱۴ | 2006 PF11     | ۱۳ اوت ۲۰۰۶     |
| ۱۷۵۴۱۵ | 2006 PS12     | ۱۳ اوت ۲۰۰۶     |
| ۱۷۵۴۱۶ | 2006 PA14     | ۱۴ اوت ۲۰۰۶     |
| ۱۷۵۴۱۷ | 2006 PU14     | ۱۵ اوت ۲۰۰۶     |
| ۱۷۵۴۱۸ | 2006 PP15     | ۱۵ اوت ۲۰۰۶     |
| ۱۷۵۴۱۹ | 2006 PN17     | ۱۵ اوت ۲۰۰۶     |
| ۱۷۵۴۲۰ | 2006 PT20     | ۱۵ اوت ۲۰۰۶     |
| ۱۷۵۴۲۱ | 2006 PB22     | ۱۵ اوت ۲۰۰۶     |
| ۱۷۵۴۲۲ | 2006 PY23     | ۱۲ اوت ۲۰۰۶     |
| ۱۷۵۴۲۳ | 2006 PO26     | ۱۵ اوت ۲۰۰۶     |
| ۱۷۵۴۲۴ | 2006 PY29     | ۱۲ اوت ۲۰۰۶     |
| ۱۷۵۴۲۵ | 2006 PF30     | ۶ اوت ۲۰۰۶      |
| ۱۷۵۴۲۶ | 2006 PC32     | ۱۵ اوت ۲۰۰۶     |
| ۱۷۵۴۲۷ | 2006 QN3      | ۱۸ اوت ۲۰۰۶     |
| ۱۷۵۴۲۸ | 2006 QW8      | ۱۹ اوت ۲۰۰۶     |
| ۱۷۵۴۲۹ | 2006 QC10     | ۲۰ اوت ۲۰۰۶     |
| ۱۷۵۴۳۰ | 2006 QU16     | ۱۷ اوت ۲۰۰۶     |
| ۱۷۵۴۳۱ | 2006 QS20     | ۱۸ اوت ۲۰۰۶     |
| ۱۷۵۴۳۲ | 2006 QP25     | ۱۸ اوت ۲۰۰۶     |
| ۱۷۵۴۳۳ | 2006 QS25     | ۱۸ اوت ۲۰۰۶     |
| ۱۷۵۴۳۴ | 2006 QV26     | ۱۹ اوت ۲۰۰۶     |
| ۱۷۵۴۳۵ | 2006 QV29     | ۱۷ اوت ۲۰۰۶     |
| ۱۷۵۴۳۶ | 2006 QW29     | ۱۹ اوت ۲۰۰۶     |
| ۱۷۵۴۳۷ | 2006 QJ31     | ۲۱ اوت ۲۰۰۶     |
| ۱۷۵۴۳۸ | 2006 QX31     | ۱۸ اوت ۲۰۰۶     |
| ۱۷۵۴۳۹ | 2006 QJ32     | ۱۹ اوت ۲۰۰۶     |
| ۱۷۵۴۴۰ | 2006 QR32     | ۲۱ اوت ۲۰۰۶     |
| ۱۷۵۴۴۱ | 2006 QH41     | ۱۷ اوت ۲۰۰۶     |
| ۱۷۵۴۴۲ | 2006 QU43     | ۱۹ اوت ۲۰۰۶     |
| ۱۷۵۴۴۳ | 2006 QR45     | ۱۹ اوت ۲۰۰۶     |
| ۱۷۵۴۴۴ | 2006 QY47     | ۲۱ اوت ۲۰۰۶     |
| ۱۷۵۴۴۵ | 2006 QO48     | ۲۱ اوت ۲۰۰۶     |
| ۱۷۵۴۴۶ | 2006 QJ49     | ۲۱ اوت ۲۰۰۶     |
| ۱۷۵۴۴۷ | 2006 QP49     | ۲۲ اوت ۲۰۰۶     |
| ۱۷۵۴۴۸ | 2006 QY50     | ۲۲ اوت ۲۰۰۶     |
| ۱۷۵۴۴۹ | 2006 QG58     | ۱۷ اوت ۲۰۰۶     |
| ۱۷۵۴۵۰ | 2006 QN58     | ۲۷ اوت ۲۰۰۶     |
| ۱۷۵۴۵۱ | 2006 QP58     | ۲۷ اوت ۲۰۰۶     |
| ۱۷۵۴۵۲ | 2006 QR58     | ۲۷ اوت ۲۰۰۶     |
| ۱۷۵۴۵۳ | 2006 QU61     | ۲۲ اوت ۲۰۰۶     |
| ۱۷۵۴۵۴ | 2006 QY62     | ۲۴ اوت ۲۰۰۶     |
| ۱۷۵۴۵۵ | 2006 QG84     | ۲۷ اوت ۲۰۰۶     |
| ۱۷۵۴۵۶ | 2006 QD85     | ۲۷ اوت ۲۰۰۶     |
| ۱۷۵۴۵۷ | 2006 QO85     | ۲۷ اوت ۲۰۰۶     |
| ۱۷۵۴۵۸ | 2006 QF90     | ۱۷ اوت ۲۰۰۶     |
| ۱۷۵۴۵۹ | 2006 QH92     | ۱۶ اوت ۲۰۰۶     |
| ۱۷۵۴۶۰ | 2006 QV93     | ۱۶ اوت ۲۰۰۶     |
| ۱۷۵۴۶۱ | 2006 QE96     | ۱۶ اوت ۲۰۰۶     |
| ۱۷۵۴۶۲ | 2006 QC99     | ۲۳ اوت ۲۰۰۶     |
| ۱۷۵۴۶۳ | 2006 QA101    | ۲۶ اوت ۲۰۰۶     |
| ۱۷۵۴۶۴ | 2006 QS111    | ۲۱ اوت ۲۰۰۶     |
| ۱۷۵۴۶۵ | 2006 QT114    | ۲۷ اوت ۲۰۰۶     |
| ۱۷۵۴۶۶ | 2006 QA116    | ۲۷ اوت ۲۰۰۶     |
| ۱۷۵۴۶۷ | 2006 QE122    | ۲۹ اوت ۲۰۰۶     |
| ۱۷۵۴۶۸ | 2006 QM122    | ۲۹ اوت ۲۰۰۶     |
| ۱۷۵۴۶۹ | 2006 QD127    | ۱۶ اوت ۲۰۰۶     |
| ۱۷۵۴۷۰ | 2006 QY133    | ۲۴ اوت ۲۰۰۶     |
| ۱۷۵۴۷۱ | 2006 QA138    | ۱۶ اوت ۲۰۰۶     |
| ۱۷۵۴۷۲ | 2006 QO138    | ۱۶ اوت ۲۰۰۶     |
| ۱۷۵۴۷۳ | 2006 QU148    | ۱۸ اوت ۲۰۰۶     |
| ۱۷۵۴۷۴ | 2006 QC149    | ۱۸ اوت ۲۰۰۶     |
| ۱۷۵۴۷۵ | 2006 QA166    | ۲۹ اوت ۲۰۰۶     |
| ۱۷۵۴۷۶ | Macheret      | ۴ سپتامبر ۲۰۰۶  |
| ۱۷۵۴۷۷ | 2006 RG6      | ۱۴ سپتامبر ۲۰۰۶ |
| ۱۷۵۴۷۸ | 2006 RN7      | ۱۲ سپتامبر ۲۰۰۶ |
| ۱۷۵۴۷۹ | 2006 RK16     | ۱۴ سپتامبر ۲۰۰۶ |
| ۱۷۵۴۸۰ | 2006 RE23     | ۱۲ سپتامبر ۲۰۰۶ |
| ۱۷۵۴۸۱ | 2006 RK26     | ۱۴ سپتامبر ۲۰۰۶ |
| ۱۷۵۴۸۲ | 2006 RT26     | ۱۴ سپتامبر ۲۰۰۶ |
| ۱۷۵۴۸۳ | 2006 RU26     | ۱۴ سپتامبر ۲۰۰۶ |
| ۱۷۵۴۸۴ | 2006 RV30     | ۱۵ سپتامبر ۲۰۰۶ |
| ۱۷۵۴۸۵ | 2006 RE31     | ۱۵ سپتامبر ۲۰۰۶ |
| ۱۷۵۴۸۶ | 2006 RE35     | ۱۴ سپتامبر ۲۰۰۶ |
| ۱۷۵۴۸۷ | 2006 RW35     | ۱۴ سپتامبر ۲۰۰۶ |
| ۱۷۵۴۸۸ | 2006 RG39     | ۱۴ سپتامبر ۲۰۰۶ |
| ۱۷۵۴۸۹ | 2006 RF40     | ۱۲ سپتامبر ۲۰۰۶ |
| ۱۷۵۴۹۰ | 2006 RL45     | ۱۴ سپتامبر ۲۰۰۶ |
| ۱۷۵۴۹۱ | 2006 RQ46     | ۱۴ سپتامبر ۲۰۰۶ |
| ۱۷۵۴۹۲ | 2006 RX47     | ۱۴ سپتامبر ۲۰۰۶ |
| ۱۷۵۴۹۳ | 2006 RD50     | ۱۴ سپتامبر ۲۰۰۶ |
| ۱۷۵۴۹۴ | 2006 RA52     | ۱۴ سپتامبر ۲۰۰۶ |
| ۱۷۵۴۹۵ | 2006 RC64     | ۱۲ سپتامبر ۲۰۰۶ |
| ۱۷۵۴۹۶ | 2006 RE64     | ۱۲ سپتامبر ۲۰۰۶ |
| ۱۷۵۴۹۷ | 2006 RH64     | ۱۲ سپتامبر ۲۰۰۶ |
| ۱۷۵۴۹۸ | 2006 RZ68     | ۱۵ سپتامبر ۲۰۰۶ |
| ۱۷۵۴۹۹ | 2006 RJ78     | ۱۵ سپتامبر ۲۰۰۶ |
| ۱۷۵۵۰۰ | 2006 RA81     | ۱۵ سپتامبر ۲۰۰۶ |
| ۱۷۵۵۰۱ | 2006 RF82     | ۱۵ سپتامبر ۲۰۰۶ |
| ۱۷۵۵۰۲ | 2006 RU95     | ۱۵ سپتامبر ۲۰۰۶ |
| ۱۷۵۵۰۳ | 2006 RU97     | ۱۵ سپتامبر ۲۰۰۶ |
| ۱۷۵۵۰۴ | 2006 RE101    | ۱۴ سپتامبر ۲۰۰۶ |
| ۱۷۵۵۰۵ | 2006 RQ104    | ۱۵ سپتامبر ۲۰۰۶ |
| ۱۷۵۵۰۶ | 2006 SO2      | ۱۶ سپتامبر ۲۰۰۶ |
| ۱۷۵۵۰۷ | 2006 SO8      | ۱۶ سپتامبر ۲۰۰۶ |
| ۱۷۵۵۰۸ | 2006 SO11     | ۱۶ سپتامبر ۲۰۰۶ |
| ۱۷۵۵۰۹ | 2006 SK14     | ۱۷ سپتامبر ۲۰۰۶ |
| ۱۷۵۵۱۰ | 2006 SX18     | ۱۷ سپتامبر ۲۰۰۶ |
| ۱۷۵۵۱۱ | 2006 SP20     | ۱۶ سپتامبر ۲۰۰۶ |
| ۱۷۵۵۱۲ | 2006 SH23     | ۱۷ سپتامبر ۲۰۰۶ |
| ۱۷۵۵۱۳ | 2006 SS26     | ۱۶ سپتامبر ۲۰۰۶ |
| ۱۷۵۵۱۴ | 2006 SW35     | ۱۷ سپتامبر ۲۰۰۶ |
| ۱۷۵۵۱۵ | 2006 SL39     | ۱۸ سپتامبر ۲۰۰۶ |
| ۱۷۵۵۱۶ | 2006 SS41     | ۱۸ سپتامبر ۲۰۰۶ |
| ۱۷۵۵۱۷ | 2006 SZ47     | ۱۹ سپتامبر ۲۰۰۶ |
| ۱۷۵۵۱۸ | 2006 SY50     | ۱۷ سپتامبر ۲۰۰۶ |
| ۱۷۵۵۱۹ | 2006 SR54     | ۱۸ سپتامبر ۲۰۰۶ |
| ۱۷۵۵۲۰ | 2006 SZ57     | ۱۷ سپتامبر ۲۰۰۶ |
| ۱۷۵۵۲۱ | 2006 SY60     | ۱۸ سپتامبر ۲۰۰۶ |
| ۱۷۵۵۲۲ | 2006 SQ62     | ۱۸ سپتامبر ۲۰۰۶ |
| ۱۷۵۵۲۳ | 2006 SE70     | ۱۹ سپتامبر ۲۰۰۶ |
| ۱۷۵۵۲۴ | 2006 SM72     | ۱۹ سپتامبر ۲۰۰۶ |
| ۱۷۵۵۲۵ | 2006 SP72     | ۱۹ سپتامبر ۲۰۰۶ |
| ۱۷۵۵۲۶ | 2006 SG73     | ۱۹ سپتامبر ۲۰۰۶ |
| ۱۷۵۵۲۷ | 2006 SN89     | ۱۸ سپتامبر ۲۰۰۶ |
| ۱۷۵۵۲۸ | 2006 SQ90     | ۱۸ سپتامبر ۲۰۰۶ |
| ۱۷۵۵۲۹ | 2006 ST116    | ۲۴ سپتامبر ۲۰۰۶ |
| ۱۷۵۵۳۰ | 2006 SH120    | ۱۸ سپتامبر ۲۰۰۶ |
| ۱۷۵۵۳۱ | 2006 SJ120    | ۱۸ سپتامبر ۲۰۰۶ |
| ۱۷۵۵۳۲ | 2006 SK122    | ۱۹ سپتامبر ۲۰۰۶ |
| ۱۷۵۵۳۳ | 2006 SE124    | ۱۹ سپتامبر ۲۰۰۶ |
| ۱۷۵۵۳۴ | 2006 SR126    | ۲۱ سپتامبر ۲۰۰۶ |
| ۱۷۵۵۳۵ | 2006 SR142    | ۱۹ سپتامبر ۲۰۰۶ |
| ۱۷۵۵۳۶ | 2006 ST167    | ۲۵ سپتامبر ۲۰۰۶ |
| ۱۷۵۵۳۷ | 2006 SZ173    | ۲۵ سپتامبر ۲۰۰۶ |
| ۱۷۵۵۳۸ | 2006 SO193    | ۲۶ سپتامبر ۲۰۰۶ |
| ۱۷۵۵۳۹ | 2006 SY201    | ۲۴ سپتامبر ۲۰۰۶ |
| ۱۷۵۵۴۰ | 2006 SU202    | ۲۵ سپتامبر ۲۰۰۶ |
| ۱۷۵۵۴۱ | 2006 SP212    | ۲۶ سپتامبر ۲۰۰۶ |
| ۱۷۵۵۴۲ | 2006 SO218    | ۲۹ سپتامبر ۲۰۰۶ |
| ۱۷۵۵۴۳ | 2006 ST218    | ۲۹ سپتامبر ۲۰۰۶ |
| ۱۷۵۵۴۴ | 2006 SS243    | ۲۶ سپتامبر ۲۰۰۶ |
| ۱۷۵۵۴۵ | 2006 ST253    | ۲۶ سپتامبر ۲۰۰۶ |
| ۱۷۵۵۴۶ | 2006 SQ271    | ۲۷ سپتامبر ۲۰۰۶ |
| ۱۷۵۵۴۷ | 2006 SS280    | ۲۹ سپتامبر ۲۰۰۶ |
| ۱۷۵۵۴۸ | 2006 SG285    | ۲۷ سپتامبر ۲۰۰۶ |
| ۱۷۵۵۴۹ | 2006 SO290    | ۲۵ سپتامبر ۲۰۰۶ |
| ۱۷۵۵۵۰ | 2006 SW300    | ۲۶ سپتامبر ۲۰۰۶ |
| ۱۷۵۵۵۱ | 2006 SW303    | ۲۷ سپتامبر ۲۰۰۶ |
| ۱۷۵۵۵۲ | 2006 SO323    | ۲۷ سپتامبر ۲۰۰۶ |
| ۱۷۵۵۵۳ | 2006 SB325    | ۲۷ سپتامبر ۲۰۰۶ |
| ۱۷۵۵۵۴ | 2006 SA329    | ۲۷ سپتامبر ۲۰۰۶ |
| ۱۷۵۵۵۵ | 2006 SZ331    | ۲۸ سپتامبر ۲۰۰۶ |
| ۱۷۵۵۵۶ | 2006 SO352    | ۳۰ سپتامبر ۲۰۰۶ |
| ۱۷۵۵۵۷ | 2006 SH353    | ۳۰ سپتامبر ۲۰۰۶ |
| ۱۷۵۵۵۸ | 2006 SN353    | ۳۰ سپتامبر ۲۰۰۶ |
| ۱۷۵۵۵۹ | 2006 SX356    | ۳۰ سپتامبر ۲۰۰۶ |
| ۱۷۵۵۶۰ | 2006 SZ359    | ۳۰ سپتامبر ۲۰۰۶ |
| ۱۷۵۵۶۱ | 2006 SX366    | ۱۹ سپتامبر ۲۰۰۶ |
| ۱۷۵۵۶۲ | 2006 SF382    | ۲۸ سپتامبر ۲۰۰۶ |
| ۱۷۵۵۶۳ | 2006 SR389    | ۳۰ سپتامبر ۲۰۰۶ |
| ۱۷۵۵۶۴ | 2006 SK393    | ۲۸ سپتامبر ۲۰۰۶ |
| ۱۷۵۵۶۴ | 2006 TV       | ۲ اکتبر ۲۰۰۶    |
| ۱۷۵۵۶۶ | 2006 TM7      | ۱ اکتبر ۲۰۰۶    |
| ۱۷۵۵۶۷ | 2006 TM10     | ۱۴ اکتبر ۲۰۰۶   |
| ۱۷۵۵۶۸ | 2006 TT17     | ۱۱ اکتبر ۲۰۰۶   |
| ۱۷۵۵۶۹ | 2006 TL19     | ۱۱ اکتبر ۲۰۰۶   |
| ۱۷۵۵۷۰ | 2006 TO19     | ۱۱ اکتبر ۲۰۰۶   |
| ۱۷۵۵۷۱ | 2006 TQ25     | ۱۲ اکتبر ۲۰۰۶   |
| ۱۷۵۵۷۲ | 2006 TB42     | ۱۲ اکتبر ۲۰۰۶   |
| ۱۷۵۵۷۳ | 2006 TK50     | ۱۲ اکتبر ۲۰۰۶   |
| ۱۷۵۵۷۴ | 2006 TV54     | ۱۲ اکتبر ۲۰۰۶   |
| ۱۷۵۵۷۵ | 2006 TW61     | ۹ اکتبر ۲۰۰۶    |
| ۱۷۵۵۷۶ | 2006 TJ62     | ۹ اکتبر ۲۰۰۶    |
| ۱۷۵۵۷۷ | 2006 TK75     | ۱۱ اکتبر ۲۰۰۶   |
| ۱۷۵۵۷۸ | 2006 TU76     | ۱۱ اکتبر ۲۰۰۶   |
| ۱۷۵۵۷۹ | 2006 TQ84     | ۱۳ اکتبر ۲۰۰۶   |
| ۱۷۵۵۸۰ | 2006 TN90     | ۱۳ اکتبر ۲۰۰۶   |
| ۱۷۵۵۸۱ | 2006 TR93     | ۱۵ اکتبر ۲۰۰۶   |
| ۱۷۵۵۸۲ | 2006 TK94     | ۱۵ اکتبر ۲۰۰۶   |
| ۱۷۵۵۸۳ | 2006 TV94     | ۱۵ اکتبر ۲۰۰۶   |
| ۱۷۵۵۸۴ | 2006 TP99     | ۱۵ اکتبر ۲۰۰۶   |
| ۱۷۵۵۸۵ | 2006 TW100    | ۱۵ اکتبر ۲۰۰۶   |
| ۱۷۵۵۸۶ | Tsou          | ۱۵ اکتبر ۲۰۰۶   |
| ۱۷۵۵۸۷ | 2006 TB109    | ۲ اکتبر ۲۰۰۶    |
| ۱۷۵۵۸۸ | 2006 TK117    | ۳ اکتبر ۲۰۰۶    |
| ۱۷۵۵۸۸ | 2006 UD       | ۱۶ اکتبر ۲۰۰۶   |
| ۱۷۵۵۹۰ | 2006 UE5      | ۱۶ اکتبر ۲۰۰۶   |
| ۱۷۵۵۹۱ | 2006 UU23     | ۱۶ اکتبر ۲۰۰۶   |
| ۱۷۵۵۹۲ | 2006 UH30     | ۱۶ اکتبر ۲۰۰۶   |
| ۱۷۵۵۹۳ | 2006 UM36     | ۱۶ اکتبر ۲۰۰۶   |
| ۱۷۵۵۹۴ | 2006 UZ36     | ۱۶ اکتبر ۲۰۰۶   |
| ۱۷۵۵۹۵ | 2006 UY44     | ۱۶ اکتبر ۲۰۰۶   |
| ۱۷۵۵۹۶ | 2006 UM56     | ۱۸ اکتبر ۲۰۰۶   |
| ۱۷۵۵۹۷ | 2006 UF81     | ۱۷ اکتبر ۲۰۰۶   |
| ۱۷۵۵۹۸ | 2006 UP86     | ۱۷ اکتبر ۲۰۰۶   |
| ۱۷۵۵۹۹ | 2006 UT106    | ۱۸ اکتبر ۲۰۰۶   |
| ۱۷۵۶۰۰ | 2006 UW176    | ۱۶ اکتبر ۲۰۰۶   |
| ۱۷۵۶۰۱ | 2006 UV182    | ۱۶ اکتبر ۲۰۰۶   |
| ۱۷۵۶۰۲ | 2006 UR187    | ۱۹ اکتبر ۲۰۰۶   |
| ۱۷۵۶۰۳ | 2006 UN191    | ۱۹ اکتبر ۲۰۰۶   |
| ۱۷۵۶۰۴ | 2006 UL228    | ۲۰ اکتبر ۲۰۰۶   |
| ۱۷۵۶۰۵ | 2006 UH230    | ۲۱ اکتبر ۲۰۰۶   |
| ۱۷۵۶۰۶ | 2006 UJ230    | ۲۱ اکتبر ۲۰۰۶   |
| ۱۷۵۶۰۷ | 2006 UD275    | ۲۸ اکتبر ۲۰۰۶   |
| ۱۷۵۶۰۸ | 2006 VB4      | ۹ نوامبر ۲۰۰۶   |
| ۱۷۵۶۰۹ | 2006 VM11     | ۱۱ نوامبر ۲۰۰۶  |
| ۱۷۵۶۱۰ | 2006 VT19     | ۹ نوامبر ۲۰۰۶   |
| ۱۷۵۶۱۱ | 2006 VF31     | ۱۰ نوامبر ۲۰۰۶  |
| ۱۷۵۶۱۲ | 2006 VY82     | ۱۳ نوامبر ۲۰۰۶  |
| ۱۷۵۶۱۳ | Shikoku-karst | ۱۲ نوامبر ۲۰۰۶  |
| ۱۷۵۶۱۴ | 2006 VC144    | ۱۵ نوامبر ۲۰۰۶  |
| ۱۷۵۶۱۵ | 2006 VN154    | ۸ نوامبر ۲۰۰۶   |
| ۱۷۵۶۱۶ | 2006 WV33     | ۱۶ نوامبر ۲۰۰۶  |
| ۱۷۵۶۱۷ | 2006 WA36     | ۱۶ نوامبر ۲۰۰۶  |
| ۱۷۵۶۱۸ | 2006 WQ47     | ۱۶ نوامبر ۲۰۰۶  |
| ۱۷۵۶۱۹ | 2006 WO53     | ۱۶ نوامبر ۲۰۰۶  |
| ۱۷۵۶۲۰ | 2006 WE99     | ۱۹ نوامبر ۲۰۰۶  |
| ۱۷۵۶۲۱ | 2006 WX125    | ۲۲ نوامبر ۲۰۰۶  |
| ۱۷۵۶۲۲ | 2006 XX4      | ۱۵ دسامبر ۲۰۰۶  |
| ۱۷۵۶۲۳ | 2006 YR14     | ۲۲ دسامبر ۲۰۰۶  |
| ۱۷۵۶۲۴ | 2006 YM47     | ۲۳ دسامبر ۲۰۰۶  |
| ۱۷۵۶۲۵ | 2007 OK7      | ۲۳ ژوئیه ۲۰۰۷   |
| ۱۷۵۶۲۶ | 2007 PK25     | ۱۱ اوت ۲۰۰۷     |
| ۱۷۵۶۲۷ | 2007 RE81     | ۱۰ سپتامبر ۲۰۰۷ |
| ۱۷۵۶۲۸ | 2007 RW275    | ۱۰ سپتامبر ۲۰۰۷ |
| ۱۷۵۶۲۹ | Lambertini    | ۱۹ سپتامبر ۲۰۰۷ |
| ۱۷۵۶۳۰ | 2007 TQ41     | ۶ اکتبر ۲۰۰۷    |
| ۱۷۵۶۳۱ | 2007 TD47     | ۴ اکتبر ۲۰۰۷    |
| ۱۷۵۶۳۲ | 2007 TG85     | ۸ اکتبر ۲۰۰۷    |
| ۱۷۵۶۳۳ | Yaoan         | ۹ اکتبر ۲۰۰۷    |
| ۱۷۵۶۳۴ | 2007 TV216    | ۷ اکتبر ۲۰۰۷    |
| ۱۷۵۶۳۵ | 2007 TO279    | ۱۲ اکتبر ۲۰۰۷   |
| ۱۷۵۶۳۶ | Zvyagel       | ۱۷ اکتبر ۲۰۰۷   |
| ۱۷۵۶۳۷ | 2007 US25     | ۱۶ اکتبر ۲۰۰۷   |
| ۱۷۵۶۳۸ | 2007 UF47     | ۲۱ اکتبر ۲۰۰۷   |
| ۱۷۵۶۳۹ | 2007 UC51     | ۲۴ اکتبر ۲۰۰۷   |
| ۱۷۵۶۴۰ | 2007 UZ104    | ۳۰ اکتبر ۲۰۰۷   |
| ۱۷۵۶۴۱ | 2007 VD32     | ۲ نوامبر ۲۰۰۷   |
| ۱۷۵۶۴۲ | 2007 VB76     | ۳ نوامبر ۲۰۰۷   |
| ۱۷۵۶۴۳ | 2007 VF165    | ۵ نوامبر ۲۰۰۷   |
| ۱۷۵۶۴۴ | 2007 VK166    | ۵ نوامبر ۲۰۰۷   |
| ۱۷۵۶۴۵ | 2007 VG263    | ۱۳ نوامبر ۲۰۰۷  |
| ۱۷۵۶۴۶ | 2007 VQ290    | ۱۴ نوامبر ۲۰۰۷  |
| ۱۷۵۶۴۶ | 4091 P-L      | ۲۴ سپتامبر ۱۹۶۰ |
| ۱۷۵۶۴۶ | 4326 P-L      | ۲۴ سپتامبر ۱۹۶۰ |
| ۱۷۵۶۴۶ | 6233 P-L      | ۲۴ سپتامبر ۱۹۶۰ |
| ۱۷۵۶۵۰ | 1408 T-2      | ۲۹ سپتامبر ۱۹۷۳ |
| ۱۷۵۶۵۱ | 3094 T-2      | ۳۰ سپتامبر ۱۹۷۳ |
| ۱۷۵۶۵۲ | 3257 T-2      | ۳۰ سپتامبر ۱۹۷۳ |
| ۱۷۵۶۵۳ | 1014 T-3      | ۱۷ اکتبر ۱۹۷۷   |
| ۱۷۵۶۵۴ | 2130 T-3      | ۱۶ اکتبر ۱۹۷۷   |
| ۱۷۵۶۵۵ | 3306 T-3      | ۱۶ اکتبر ۱۹۷۷   |
| ۱۷۵۶۵۶ | 3397 T-3      | ۱۶ اکتبر ۱۹۷۷   |
| ۱۷۵۶۵۷ | 3426 T-3      | ۱۶ اکتبر ۱۹۷۷   |
| ۱۷۵۶۵۸ | 3578 T-3      | ۱۱ اکتبر ۱۹۷۷   |
| ۱۷۵۶۵۹ | 1981 EP23     | ۳ مارس ۱۹۸۱     |
| ۱۷۵۶۶۰ | 1981 QC3      | ۲۴ اوت ۱۹۸۱     |
| ۱۷۵۶۶۱ | 1989 SC14     | ۲۶ سپتامبر ۱۹۸۹ |
| ۱۷۵۶۶۲ | 1993 BB10     | ۲۲ ژانویه ۱۹۹۳  |
| ۱۷۵۶۶۳ | 1993 FD48     | ۱۹ مارس ۱۹۹۳    |
| ۱۷۵۶۶۴ | 1993 KK1      | ۲۴ مه ۱۹۹۳      |
| ۱۷۵۶۶۴ | 1993 MJ       | ۱۶ ژوئن ۱۹۹۳    |
| ۱۷۵۶۶۶ | 1993 TS9      | ۱۲ اکتبر ۱۹۹۳   |
| ۱۷۵۶۶۷ | 1993 TX24     | ۹ اکتبر ۱۹۹۳    |
| ۱۷۵۶۶۸ | 1994 AZ9      | ۸ ژانویه ۱۹۹۴   |
| ۱۷۵۶۶۹ | 1994 LT3      | ۳ ژوئن ۱۹۹۴     |
| ۱۷۵۶۷۰ | 1994 PN32     | ۱۲ اوت ۱۹۹۴     |
| ۱۷۵۶۷۱ | 1994 SV6      | ۲۸ سپتامبر ۱۹۹۴ |
| ۱۷۵۶۷۲ | 1994 UN7      | ۲۸ اکتبر ۱۹۹۴   |
| ۱۷۵۶۷۳ | 1994 UY10     | ۲۹ اکتبر ۱۹۹۴   |
| ۱۷۵۶۷۴ | 1994 WP6      | ۲۸ نوامبر ۱۹۹۴  |
| ۱۷۵۶۷۵ | 1995 CJ4      | ۱ فوریه ۱۹۹۵    |
| ۱۷۵۶۷۶ | 1995 DK8      | ۲۴ فوریه ۱۹۹۵   |
| ۱۷۵۶۷۷ | 1995 EV4      | ۲ مارس ۱۹۹۵     |
| ۱۷۵۶۷۸ | 1995 FA4      | ۲۳ مارس ۱۹۹۵    |
| ۱۷۵۶۷۹ | 1995 GE1      | ۱ آوریل ۱۹۹۵    |
| ۱۷۵۶۸۰ | 1995 GU1      | ۱ آوریل ۱۹۹۵    |
| ۱۷۵۶۸۱ | 1995 GU2      | ۲ آوریل ۱۹۹۵    |
| ۱۷۵۶۸۲ | 1995 MC5      | ۲۲ ژوئن ۱۹۹۵    |
| ۱۷۵۶۸۳ | 1995 OK13     | ۲۲ ژوئیه ۱۹۹۵   |
| ۱۷۵۶۸۴ | 1995 QC16     | ۲۷ اوت ۱۹۹۵     |
| ۱۷۵۶۸۵ | 1995 SB6      | ۱۷ سپتامبر ۱۹۹۵ |
| ۱۷۵۶۸۶ | 1995 SE11     | ۱۷ سپتامبر ۱۹۹۵ |
| ۱۷۵۶۸۷ | 1995 SV12     | ۱۸ سپتامبر ۱۹۹۵ |
| ۱۷۵۶۸۸ | 1995 SF13     | ۱۸ سپتامبر ۱۹۹۵ |
| ۱۷۵۶۸۹ | 1995 SX17     | ۱۸ سپتامبر ۱۹۹۵ |
| ۱۷۵۶۹۰ | 1995 SX34     | ۲۲ سپتامبر ۱۹۹۵ |
| ۱۷۵۶۹۱ | 1995 SM38     | ۲۴ سپتامبر ۱۹۹۵ |
| ۱۷۵۶۹۲ | 1995 SH40     | ۲۵ سپتامبر ۱۹۹۵ |
| ۱۷۵۶۹۳ | 1995 SZ41     | ۲۵ سپتامبر ۱۹۹۵ |
| ۱۷۵۶۹۴ | 1995 ST51     | ۲۶ سپتامبر ۱۹۹۵ |
| ۱۷۵۶۹۵ | 1995 TU7      | ۱۵ اکتبر ۱۹۹۵   |
| ۱۷۵۶۹۶ | 1995 TS8      | ۱ اکتبر ۱۹۹۵    |
| ۱۷۵۶۹۷ | 1995 UG2      | ۲۳ اکتبر ۱۹۹۵   |
| ۱۷۵۶۹۸ | 1995 UQ8      | ۲۰ اکتبر ۱۹۹۵   |
| ۱۷۵۶۹۹ | 1995 UK12     | ۱۷ اکتبر ۱۹۹۵   |
| ۱۷۵۷۰۰ | 1995 UM18     | ۱۸ اکتبر ۱۹۹۵   |
| ۱۷۵۷۰۱ | 1995 UO40     | ۲۳ اکتبر ۱۹۹۵   |
| ۱۷۵۷۰۲ | 1995 UB58     | ۱۷ اکتبر ۱۹۹۵   |
| ۱۷۵۷۰۳ | 1995 UC69     | ۱۹ اکتبر ۱۹۹۵   |
| ۱۷۵۷۰۴ | 1995 VS6      | ۱۴ نوامبر ۱۹۹۵  |
| ۱۷۵۷۰۵ | 1995 WW40     | ۲۴ نوامبر ۱۹۹۵  |
| ۱۷۵۷۰۶ | 1996 FG3      | ۲۴ مارس ۱۹۹۶    |
| ۱۷۵۷۰۷ | 1996 QA1      | ۲۰ اوت ۱۹۹۶     |
| ۱۷۵۷۰۸ | 1996 RF1      | ۹ سپتامبر ۱۹۹۶  |
| ۱۷۵۷۰۹ | 1996 RQ6      | ۵ سپتامبر ۱۹۹۶  |
| ۱۷۵۷۱۰ | 1996 SK7      | ۲۳ سپتامبر ۱۹۹۶ |
| ۱۷۵۷۱۱ | 1996 TW42     | ۴ اکتبر ۱۹۹۶    |
| ۱۷۵۷۱۲ | 1996 TP54     | ۵ اکتبر ۱۹۹۶    |
| ۱۷۵۷۱۳ | 1996 VX11     | ۴ نوامبر ۱۹۹۶   |
| ۱۷۵۷۱۴ | 1996 VJ35     | ۹ نوامبر ۱۹۹۶   |
| ۱۷۵۷۱۵ | 1996 XR3      | ۱ دسامبر ۱۹۹۶   |
| ۱۷۵۷۱۶ | 1996 XW24     | ۹ دسامبر ۱۹۹۶   |
| ۱۷۵۷۱۷ | 1997 CX5      | ۶ فوریه ۱۹۹۷    |
| ۱۷۵۷۱۸ | 1997 CG19     | ۲ فوریه ۱۹۹۷    |
| ۱۷۵۷۱۹ | 1997 ED4      | ۲ مارس ۱۹۹۷     |
| ۱۷۵۷۲۰ | 1997 EB12     | ۲ مارس ۱۹۹۷     |
| ۱۷۵۷۲۰ | 1997 GU       | ۶ آوریل ۱۹۹۷    |
| ۱۷۵۷۲۲ | 1997 GP1      | ۵ آوریل ۱۹۹۷    |
| ۱۷۵۷۲۳ | 1997 GC10     | ۳ آوریل ۱۹۹۷    |
| ۱۷۵۷۲۴ | 1997 GN25     | ۸ آوریل ۱۹۹۷    |
| ۱۷۵۷۲۵ | 1997 NZ5      | ۷ ژوئیه ۱۹۹۷    |
| ۱۷۵۷۲۶ | Borda         | ۲۹ اوت ۱۹۹۷     |
| ۱۷۵۷۲۷ | 1997 SA13     | ۲۸ سپتامبر ۱۹۹۷ |
| ۱۷۵۷۲۸ | 1998 BT5      | ۲۲ ژانویه ۱۹۹۸  |
| ۱۷۵۷۲۹ | 1998 BB10     | ۲۵ ژانویه ۱۹۹۸  |
| ۱۷۵۷۳۰ | 1998 DM1      | ۱۸ فوریه ۱۹۹۸   |
| ۱۷۵۷۳۱ | 1998 DW36     | ۲۸ فوریه ۱۹۹۸   |
| ۱۷۵۷۳۲ | 1998 EW8      | ۶ مارس ۱۹۹۸     |
| ۱۷۵۷۳۳ | 1998 FD88     | ۲۴ مارس ۱۹۹۸    |
| ۱۷۵۷۳۴ | 1998 FA122    | ۲۰ مارس ۱۹۹۸    |
| ۱۷۵۷۳۵ | 1998 HA1      | ۱۷ آوریل ۱۹۹۸   |
| ۱۷۵۷۳۶ | 1998 HJ6      | ۲۱ آوریل ۱۹۹۸   |
| ۱۷۵۷۳۷ | 1998 HO15     | ۲۰ آوریل ۱۹۹۸   |
| ۱۷۵۷۳۸ | 1998 HR66     | ۲۱ آوریل ۱۹۹۸   |
| ۱۷۵۷۳۹ | 1998 JL4      | ۵ مه ۱۹۹۸       |
| ۱۷۵۷۴۰ | 1998 KR10     | ۲۲ مه ۱۹۹۸      |
| ۱۷۵۷۴۱ | 1998 MQ24     | ۲۶ ژوئن ۱۹۹۸    |
| ۱۷۵۷۴۲ | 1998 MF47     | ۲۸ ژوئن ۱۹۹۸    |
| ۱۷۵۷۴۳ | 1998 OS1      | ۲۴ ژوئیه ۱۹۹۸   |
| ۱۷۵۷۴۴ | 1998 QK47     | ۱۷ اوت ۱۹۹۸     |
| ۱۷۵۷۴۵ | 1998 QM49     | ۱۷ اوت ۱۹۹۸     |
| ۱۷۵۷۴۶ | 1998 QJ61     | ۲۳ اوت ۱۹۹۸     |
| ۱۷۵۷۴۷ | 1998 QK78     | ۲۴ اوت ۱۹۹۸     |
| ۱۷۵۷۴۸ | 1998 QO88     | ۲۴ اوت ۱۹۹۸     |
| ۱۷۵۷۴۹ | 1998 QN90     | ۲۴ اوت ۱۹۹۸     |
| ۱۷۵۷۵۰ | 1998 RY21     | ۱۵ سپتامبر ۱۹۹۸ |
| ۱۷۵۷۵۱ | 1998 RN26     | ۱۴ سپتامبر ۱۹۹۸ |
| ۱۷۵۷۵۲ | 1998 RL47     | ۱۴ سپتامبر ۱۹۹۸ |
| ۱۷۵۷۵۳ | 1998 RT47     | ۱۴ سپتامبر ۱۹۹۸ |
| ۱۷۵۷۵۴ | 1998 RH48     | ۱۴ سپتامبر ۱۹۹۸ |
| ۱۷۵۷۵۵ | 1998 RX56     | ۱۴ سپتامبر ۱۹۹۸ |
| ۱۷۵۷۵۶ | 1998 RR58     | ۱۴ سپتامبر ۱۹۹۸ |
| ۱۷۵۷۵۷ | 1998 SX10     | ۱۶ سپتامبر ۱۹۹۸ |
| ۱۷۵۷۵۸ | 1998 SH21     | ۲۱ سپتامبر ۱۹۹۸ |
| ۱۷۵۷۵۹ | 1998 SL32     | ۲۳ سپتامبر ۱۹۹۸ |
| ۱۷۵۷۶۰ | 1998 SG39     | ۲۳ سپتامبر ۱۹۹۸ |
| ۱۷۵۷۶۱ | 1998 SH48     | ۲۷ سپتامبر ۱۹۹۸ |
| ۱۷۵۷۶۲ | 1998 SS101    | ۲۶ سپتامبر ۱۹۹۸ |
| ۱۷۵۷۶۳ | 1998 TQ36     | ۱۲ اکتبر ۱۹۹۸   |
| ۱۷۵۷۶۴ | 1998 US3      | ۲۰ اکتبر ۱۹۹۸   |
| ۱۷۵۷۶۵ | 1998 UR40     | ۲۸ اکتبر ۱۹۹۸   |
| ۱۷۵۷۶۶ | 1998 VW18     | ۱۰ نوامبر ۱۹۹۸  |
| ۱۷۵۷۶۷ | 1998 VO28     | ۱۰ نوامبر ۱۹۹۸  |
| ۱۷۵۷۶۸ | 1998 VB33     | ۱۱ نوامبر ۱۹۹۸  |
| ۱۷۵۷۶۹ | 1998 VF55     | ۱۵ نوامبر ۱۹۹۸  |
| ۱۷۵۷۷۰ | 1998 WG38     | ۲۱ نوامبر ۱۹۹۸  |
| ۱۷۵۷۷۱ | 1998 XO2      | ۷ دسامبر ۱۹۹۸   |
| ۱۷۵۷۷۲ | 1998 XU8      | ۱۳ دسامبر ۱۹۹۸  |
| ۱۷۵۷۷۳ | 1998 XY17     | ۸ دسامبر ۱۹۹۸   |
| ۱۷۵۷۷۴ | 1999 AQ22     | ۱۴ ژانویه ۱۹۹۹  |
| ۱۷۵۷۷۵ | 1999 BW10     | ۱۹ ژانویه ۱۹۹۹  |
| ۱۷۵۷۷۶ | 1999 CY92     | ۱۰ فوریه ۱۹۹۹   |
| ۱۷۵۷۷۷ | 1999 CH93     | ۱۰ فوریه ۱۹۹۹   |
| ۱۷۵۷۷۸ | 1999 CF101    | ۱۰ فوریه ۱۹۹۹   |
| ۱۷۵۷۷۹ | 1999 CU140    | ۹ فوریه ۱۹۹۹    |
| ۱۷۵۷۸۰ | 1999 CV151    | ۱۰ فوریه ۱۹۹۹   |
| ۱۷۵۷۸۱ | 1999 FT1      | ۱۶ مارس ۱۹۹۹    |
| ۱۷۵۷۸۲ | 1999 FJ62     | ۲۲ مارس ۱۹۹۹    |
| ۱۷۵۷۸۳ | 1999 HD7      | ۱۹ آوریل ۱۹۹۹   |
| ۱۷۵۷۸۴ | 1999 JX66     | ۱۲ مه ۱۹۹۹      |
| ۱۷۵۷۸۵ | 1999 NR31     | ۱۴ ژوئیه ۱۹۹۹   |
| ۱۷۵۷۸۶ | 1999 PT3      | ۱۲ اوت ۱۹۹۹     |
| ۱۷۵۷۸۶ | 1999 QL       | ۱۷ اوت ۱۹۹۹     |
| ۱۷۵۷۸۸ | 1999 RJ41     | ۱۳ سپتامبر ۱۹۹۹ |
| ۱۷۵۷۸۹ | 1999 RG58     | ۷ سپتامبر ۱۹۹۹  |
| ۱۷۵۷۹۰ | 1999 RV58     | ۷ سپتامبر ۱۹۹۹  |
| ۱۷۵۷۹۱ | 1999 RM68     | ۷ سپتامبر ۱۹۹۹  |
| ۱۷۵۷۹۲ | 1999 RV79     | ۷ سپتامبر ۱۹۹۹  |
| ۱۷۵۷۹۳ | 1999 RY80     | ۷ سپتامبر ۱۹۹۹  |
| ۱۷۵۷۹۴ | 1999 RU104    | ۸ سپتامبر ۱۹۹۹  |
| ۱۷۵۷۹۵ | 1999 RO123    | ۹ سپتامبر ۱۹۹۹  |
| ۱۷۵۷۹۶ | 1999 RO131    | ۹ سپتامبر ۱۹۹۹  |
| ۱۷۵۷۹۷ | 1999 RO132    | ۹ سپتامبر ۱۹۹۹  |
| ۱۷۵۷۹۸ | 1999 RK137    | ۹ سپتامبر ۱۹۹۹  |
| ۱۷۵۷۹۹ | 1999 RT147    | ۹ سپتامبر ۱۹۹۹  |
| ۱۷۵۸۰۰ | 1999 RE148    | ۹ سپتامبر ۱۹۹۹  |
| ۱۷۵۸۰۱ | 1999 RR148    | ۹ سپتامبر ۱۹۹۹  |
| ۱۷۵۸۰۲ | 1999 RT149    | ۹ سپتامبر ۱۹۹۹  |
| ۱۷۵۸۰۳ | 1999 RB155    | ۹ سپتامبر ۱۹۹۹  |
| ۱۷۵۸۰۴ | 1999 RG155    | ۹ سپتامبر ۱۹۹۹  |
| ۱۷۵۸۰۵ | 1999 RQ155    | ۹ سپتامبر ۱۹۹۹  |
| ۱۷۵۸۰۶ | 1999 RE165    | ۹ سپتامبر ۱۹۹۹  |
| ۱۷۵۸۰۷ | 1999 RP165    | ۹ سپتامبر ۱۹۹۹  |
| ۱۷۵۸۰۸ | 1999 RT175    | ۹ سپتامبر ۱۹۹۹  |
| ۱۷۵۸۰۹ | 1999 RU182    | ۹ سپتامبر ۱۹۹۹  |
| ۱۷۵۸۱۰ | 1999 RA187    | ۹ سپتامبر ۱۹۹۹  |
| ۱۷۵۸۱۱ | 1999 RS193    | ۷ سپتامبر ۱۹۹۹  |
| ۱۷۵۸۱۲ | 1999 RG201    | ۸ سپتامبر ۱۹۹۹  |
| ۱۷۵۸۱۳ | 1999 RU207    | ۸ سپتامبر ۱۹۹۹  |
| ۱۷۵۸۱۴ | 1999 RC210    | ۸ سپتامبر ۱۹۹۹  |
| ۱۷۵۸۱۵ | 1999 RC214    | ۱۳ سپتامبر ۱۹۹۹ |
| ۱۷۵۸۱۶ | 1999 RZ230    | ۸ سپتامبر ۱۹۹۹  |
| ۱۷۵۸۱۷ | 1999 RV236    | ۸ سپتامبر ۱۹۹۹  |
| ۱۷۵۸۱۷ | 1999 SZ       | ۱۶ سپتامبر ۱۹۹۹ |
| ۱۷۵۸۱۹ | 1999 TN18     | ۱۴ اکتبر ۱۹۹۹   |
| ۱۷۵۸۲۰ | 1999 TS25     | ۳ اکتبر ۱۹۹۹    |
| ۱۷۵۸۲۱ | 1999 TB31     | ۴ اکتبر ۱۹۹۹    |
| ۱۷۵۸۲۲ | 1999 TZ36     | ۱۵ اکتبر ۱۹۹۹   |
| ۱۷۵۸۲۳ | 1999 TA45     | ۳ اکتبر ۱۹۹۹    |
| ۱۷۵۸۲۴ | 1999 TN51     | ۴ اکتبر ۱۹۹۹    |
| ۱۷۵۸۲۵ | 1999 TR56     | ۶ اکتبر ۱۹۹۹    |
| ۱۷۵۸۲۶ | 1999 TF61     | ۷ اکتبر ۱۹۹۹    |
| ۱۷۵۸۲۷ | 1999 TS72     | ۹ اکتبر ۱۹۹۹    |
| ۱۷۵۸۲۸ | 1999 TA95     | ۲ اکتبر ۱۹۹۹    |
| ۱۷۵۸۲۹ | 1999 TW98     | ۲ اکتبر ۱۹۹۹    |
| ۱۷۵۸۳۰ | 1999 TH103    | ۳ اکتبر ۱۹۹۹    |
| ۱۷۵۸۳۱ | 1999 TK117    | ۴ اکتبر ۱۹۹۹    |
| ۱۷۵۸۳۲ | 1999 TL119    | ۴ اکتبر ۱۹۹۹    |
| ۱۷۵۸۳۳ | 1999 TZ120    | ۴ اکتبر ۱۹۹۹    |
| ۱۷۵۸۳۴ | 1999 TC129    | ۶ اکتبر ۱۹۹۹    |
| ۱۷۵۸۳۵ | 1999 TB134    | ۶ اکتبر ۱۹۹۹    |
| ۱۷۵۸۳۶ | 1999 TZ135    | ۶ اکتبر ۱۹۹۹    |
| ۱۷۵۸۳۷ | 1999 TF138    | ۶ اکتبر ۱۹۹۹    |
| ۱۷۵۸۳۸ | 1999 TN149    | ۷ اکتبر ۱۹۹۹    |
| ۱۷۵۸۳۹ | 1999 TA178    | ۱۰ اکتبر ۱۹۹۹   |
| ۱۷۵۸۴۰ | 1999 TJ185    | ۱۲ اکتبر ۱۹۹۹   |
| ۱۷۵۸۴۱ | 1999 TR192    | ۱۲ اکتبر ۱۹۹۹   |
| ۱۷۵۸۴۲ | 1999 TA200    | ۱۲ اکتبر ۱۹۹۹   |
| ۱۷۵۸۴۳ | 1999 TH205    | ۱۳ اکتبر ۱۹۹۹   |
| ۱۷۵۸۴۴ | 1999 TC216    | ۱۵ اکتبر ۱۹۹۹   |
| ۱۷۵۸۴۵ | 1999 TF234    | ۳ اکتبر ۱۹۹۹    |
| ۱۷۵۸۴۶ | 1999 TO285    | ۹ اکتبر ۱۹۹۹    |
| ۱۷۵۸۴۷ | 1999 TF293    | ۱۲ اکتبر ۱۹۹۹   |
| ۱۷۵۸۴۸ | 1999 TG295    | ۱ اکتبر ۱۹۹۹    |
| ۱۷۵۸۴۹ | 1999 TA302    | ۳ اکتبر ۱۹۹۹    |
| ۱۷۵۸۵۰ | 1999 TG321    | ۱۱ اکتبر ۱۹۹۹   |
| ۱۷۵۸۵۱ | 1999 UF5      | ۲۹ اکتبر ۱۹۹۹   |
| ۱۷۵۸۵۲ | 1999 UQ14     | ۲۹ اکتبر ۱۹۹۹   |
| ۱۷۵۸۵۳ | 1999 UL27     | ۳۰ اکتبر ۱۹۹۹   |
| ۱۷۵۸۵۴ | 1999 UX43     | ۲۹ اکتبر ۱۹۹۹   |
| ۱۷۵۸۵۵ | 1999 UV47     | ۳۰ اکتبر ۱۹۹۹   |
| ۱۷۵۸۵۶ | 1999 UQ56     | ۲۸ اکتبر ۱۹۹۹   |
| ۱۷۵۸۵۷ | 1999 UZ59     | ۳۱ اکتبر ۱۹۹۹   |
| ۱۷۵۸۵۷ | 1999 VL       | ۲ نوامبر ۱۹۹۹   |
| ۱۷۵۸۵۹ | 1999 VE3      | ۱ نوامبر ۱۹۹۹   |
| ۱۷۵۸۶۰ | 1999 VH16     | ۲ نوامبر ۱۹۹۹   |
| ۱۷۵۸۶۱ | 1999 VW37     | ۳ نوامبر ۱۹۹۹   |
| ۱۷۵۸۶۲ | 1999 VC41     | ۱ نوامبر ۱۹۹۹   |
| ۱۷۵۸۶۳ | 1999 VA65     | ۴ نوامبر ۱۹۹۹   |
| ۱۷۵۸۶۴ | 1999 VC65     | ۴ نوامبر ۱۹۹۹   |
| ۱۷۵۸۶۵ | 1999 VW65     | ۴ نوامبر ۱۹۹۹   |
| ۱۷۵۸۶۶ | 1999 VV69     | ۴ نوامبر ۱۹۹۹   |
| ۱۷۵۸۶۷ | 1999 VW86     | ۷ نوامبر ۱۹۹۹   |
| ۱۷۵۸۶۸ | 1999 VH91     | ۵ نوامبر ۱۹۹۹   |
| ۱۷۵۸۶۹ | 1999 VD123    | ۵ نوامبر ۱۹۹۹   |
| ۱۷۵۸۷۰ | 1999 VU124    | ۱۰ نوامبر ۱۹۹۹  |
| ۱۷۵۸۷۱ | 1999 VV125    | ۶ نوامبر ۱۹۹۹   |
| ۱۷۵۸۷۲ | 1999 VN132    | ۹ نوامبر ۱۹۹۹   |
| ۱۷۵۸۷۳ | 1999 VL136    | ۹ نوامبر ۱۹۹۹   |
| ۱۷۵۸۷۴ | 1999 VQ139    | ۱۰ نوامبر ۱۹۹۹  |
| ۱۷۵۸۷۵ | 1999 VG148    | ۱۴ نوامبر ۱۹۹۹  |
| ۱۷۵۸۷۶ | 1999 VS153    | ۱۱ نوامبر ۱۹۹۹  |
| ۱۷۵۸۷۷ | 1999 VC168    | ۱۴ نوامبر ۱۹۹۹  |
| ۱۷۵۸۷۸ | 1999 VZ168    | ۱۴ نوامبر ۱۹۹۹  |
| ۱۷۵۸۷۹ | 1999 VQ182    | ۹ نوامبر ۱۹۹۹   |
| ۱۷۵۸۸۰ | 1999 VD185    | ۱۵ نوامبر ۱۹۹۹  |
| ۱۷۵۸۸۱ | 1999 VJ188    | ۱۵ نوامبر ۱۹۹۹  |
| ۱۷۵۸۸۲ | 1999 VG191    | ۹ نوامبر ۱۹۹۹   |
| ۱۷۵۸۸۳ | 1999 VP200    | ۶ نوامبر ۱۹۹۹   |
| ۱۷۵۸۸۴ | 1999 VJ202    | ۵ نوامبر ۱۹۹۹   |
| ۱۷۵۸۸۵ | 1999 VE211    | ۱۴ نوامبر ۱۹۹۹  |
| ۱۷۵۸۸۶ | 1999 VV212    | ۱۲ نوامبر ۱۹۹۹  |
| ۱۷۵۸۸۷ | 1999 WL8      | ۲۹ نوامبر ۱۹۹۹  |
| ۱۷۵۸۸۸ | 1999 WQ14     | ۲۸ نوامبر ۱۹۹۹  |
| ۱۷۵۸۸۹ | 1999 WJ16     | ۲۹ نوامبر ۱۹۹۹  |
| ۱۷۵۸۹۰ | 1999 XB5      | ۴ دسامبر ۱۹۹۹   |
| ۱۷۵۸۹۱ | 1999 XG43     | ۷ دسامبر ۱۹۹۹   |
| ۱۷۵۸۹۲ | 1999 XJ47     | ۷ دسامبر ۱۹۹۹   |
| ۱۷۵۸۹۳ | 1999 XN51     | ۷ دسامبر ۱۹۹۹   |
| ۱۷۵۸۹۴ | 1999 XK54     | ۷ دسامبر ۱۹۹۹   |
| ۱۷۵۸۹۵ | 1999 XJ122    | ۷ دسامبر ۱۹۹۹   |
| ۱۷۵۸۹۶ | 1999 XN134    | ۱۲ دسامبر ۱۹۹۹  |
| ۱۷۵۸۹۷ | 1999 XG139    | ۶ دسامبر ۱۹۹۹   |
| ۱۷۵۸۹۸ | 1999 XL185    | ۱۲ دسامبر ۱۹۹۹  |
| ۱۷۵۸۹۹ | 1999 XW205    | ۱۲ دسامبر ۱۹۹۹  |
| ۱۷۵۹۰۰ | 1999 XM217    | ۱۳ دسامبر ۱۹۹۹  |
| ۱۷۵۹۰۱ | 1999 XT230    | ۷ دسامبر ۱۹۹۹   |
| ۱۷۵۹۰۲ | 1999 YP3      | ۱۹ دسامبر ۱۹۹۹  |
| ۱۷۵۹۰۳ | 1999 YL5      | ۲۹ دسامبر ۱۹۹۹  |
| ۱۷۵۹۰۴ | 1999 YX7      | ۲۷ دسامبر ۱۹۹۹  |
| ۱۷۵۹۰۵ | 1999 YD23     | ۳۱ دسامبر ۱۹۹۹  |
| ۱۷۵۹۰۶ | 1999 YG27     | ۳۱ دسامبر ۱۹۹۹  |
| ۱۷۵۹۰۷ | 2000 AR36     | ۳ ژانویه ۲۰۰۰   |
| ۱۷۵۹۰۸ | 2000 AK43     | ۵ ژانویه ۲۰۰۰   |
| ۱۷۵۹۰۹ | 2000 AE61     | ۴ ژانویه ۲۰۰۰   |
| ۱۷۵۹۱۰ | 2000 AQ154    | ۳ ژانویه ۲۰۰۰   |
| ۱۷۵۹۱۱ | 2000 AT250    | ۳ ژانویه ۲۰۰۰   |
| ۱۷۵۹۱۲ | 2000 AU251    | ۶ ژانویه ۲۰۰۰   |
| ۱۷۵۹۱۳ | 2000 BM32     | ۲۸ ژانویه ۲۰۰۰  |
| ۱۷۵۹۱۴ | 2000 BC39     | ۲۷ ژانویه ۲۰۰۰  |
| ۱۷۵۹۱۵ | 2000 CA41     | ۲ فوریه ۲۰۰۰    |
| ۱۷۵۹۱۶ | 2000 CQ48     | ۲ فوریه ۲۰۰۰    |
| ۱۷۵۹۱۷ | 2000 CX67     | ۱ فوریه ۲۰۰۰    |
| ۱۷۵۹۱۸ | 2000 CE102    | ۲ فوریه ۲۰۰۰    |
| ۱۷۵۹۱۹ | 2000 CL112    | ۷ فوریه ۲۰۰۰    |
| ۱۷۵۹۲۰ | 2000 CO118    | ۵ فوریه ۲۰۰۰    |
| ۱۷۵۹۲۱ | 2000 DM1      | ۱۶ فوریه ۲۰۰۰   |
| ۱۷۵۹۲۲ | 2000 DY12     | ۲۷ فوریه ۲۰۰۰   |
| ۱۷۵۹۲۳ | 2000 DW16     | ۲۹ فوریه ۲۰۰۰   |
| ۱۷۵۹۲۴ | 2000 DK38     | ۲۹ فوریه ۲۰۰۰   |
| ۱۷۵۹۲۵ | 2000 DU40     | ۲۹ فوریه ۲۰۰۰   |
| ۱۷۵۹۲۶ | 2000 DV47     | ۲۹ فوریه ۲۰۰۰   |
| ۱۷۵۹۲۷ | 2000 DW54     | ۲۹ فوریه ۲۰۰۰   |
| ۱۷۵۹۲۸ | 2000 DE79     | ۲۹ فوریه ۲۰۰۰   |
| ۱۷۵۹۲۹ | 2000 DB88     | ۲۹ فوریه ۲۰۰۰   |
| ۱۷۵۹۳۰ | 2000 DM91     | ۲۷ فوریه ۲۰۰۰   |
| ۱۷۵۹۳۱ | 2000 DD105    | ۲۹ فوریه ۲۰۰۰   |
| ۱۷۵۹۳۲ | 2000 DT117    | ۲۵ فوریه ۲۰۰۰   |
| ۱۷۵۹۳۳ | 2000 EA10     | ۳ مارس ۲۰۰۰     |
| ۱۷۵۹۳۴ | 2000 ES26     | ۹ مارس ۲۰۰۰     |
| ۱۷۵۹۳۵ | 2000 EX52     | ۳ مارس ۲۰۰۰     |
| ۱۷۵۹۳۶ | 2000 EJ73     | ۱۰ مارس ۲۰۰۰    |
| ۱۷۵۹۳۷ | 2000 EN118    | ۱۱ مارس ۲۰۰۰    |
| ۱۷۵۹۳۸ | 2000 EE119    | ۱۱ مارس ۲۰۰۰    |
| ۱۷۵۹۳۹ | 2000 EF128    | ۱۱ مارس ۲۰۰۰    |
| ۱۷۵۹۴۰ | 2000 EY200    | ۳ مارس ۲۰۰۰     |
| ۱۷۵۹۴۱ | 2000 FN27     | ۲۷ مارس ۲۰۰۰    |
| ۱۷۵۹۴۲ | 2000 FC38     | ۲۹ مارس ۲۰۰۰    |
| ۱۷۵۹۴۳ | 2000 GE1      | ۲ آوریل ۲۰۰۰    |
| ۱۷۵۹۴۴ | 2000 GH4      | ۳ آوریل ۲۰۰۰    |
| ۱۷۵۹۴۵ | 2000 GC13     | ۵ آوریل ۲۰۰۰    |
| ۱۷۵۹۴۶ | 2000 GG16     | ۵ آوریل ۲۰۰۰    |
| ۱۷۵۹۴۷ | 2000 GL20     | ۵ آوریل ۲۰۰۰    |
| ۱۷۵۹۴۸ | 2000 GR25     | ۵ آوریل ۲۰۰۰    |
| ۱۷۵۹۴۹ | 2000 GF93     | ۵ آوریل ۲۰۰۰    |
| ۱۷۵۹۵۰ | 2000 GJ105    | ۷ آوریل ۲۰۰۰    |
| ۱۷۵۹۵۱ | 2000 GL141    | ۷ آوریل ۲۰۰۰    |
| ۱۷۵۹۵۲ | 2000 GS166    | ۵ آوریل ۲۰۰۰    |
| ۱۷۵۹۵۳ | 2000 GQ182    | ۳ آوریل ۲۰۰۰    |
| ۱۷۵۹۵۴ | 2000 GE186    | ۵ آوریل ۲۰۰۰    |
| ۱۷۵۹۵۵ | 2000 HS19     | ۲۷ آوریل ۲۰۰۰   |
| ۱۷۵۹۵۶ | 2000 HC59     | ۲۵ آوریل ۲۰۰۰   |
| ۱۷۵۹۵۷ | 2000 HQ59     | ۲۵ آوریل ۲۰۰۰   |
| ۱۷۵۹۵۸ | 2000 HZ78     | ۲۸ آوریل ۲۰۰۰   |
| ۱۷۵۹۵۹ | 2000 HS84     | ۳۰ آوریل ۲۰۰۰   |
| ۱۷۵۹۶۰ | 2000 HD85     | ۳۰ آوریل ۲۰۰۰   |
| ۱۷۵۹۶۱ | 2000 JK1      | ۲ مه ۲۰۰۰       |
| ۱۷۵۹۶۲ | 2000 JR42     | ۷ مه ۲۰۰۰       |
| ۱۷۵۹۶۳ | 2000 JF67     | ۴ مه ۲۰۰۰       |
| ۱۷۵۹۶۴ | 2000 JD79     | ۵ مه ۲۰۰۰       |
| ۱۷۵۹۶۵ | 2000 JR81     | ۷ مه ۲۰۰۰       |
| ۱۷۵۹۶۶ | 2000 KB49     | ۲۸ مه ۲۰۰۰      |
| ۱۷۵۹۶۷ | 2000 KL54     | ۲۷ مه ۲۰۰۰      |
| ۱۷۵۹۶۸ | 2000 LB13     | ۵ ژوئن ۲۰۰۰     |
| ۱۷۵۹۶۹ | 2000 LQ22     | ۷ ژوئن ۲۰۰۰     |
| ۱۷۵۹۷۰ | 2000 LM24     | ۱ ژوئن ۲۰۰۰     |
| ۱۷۵۹۷۱ | 2000 LW34     | ۱ ژوئن ۲۰۰۰     |
| ۱۷۵۹۷۲ | 2000 LX37     | ۷ ژوئن ۲۰۰۰     |
| ۱۷۵۹۷۳ | 2000 NB13     | ۵ ژوئیه ۲۰۰۰    |
| ۱۷۵۹۷۴ | 2000 NC13     | ۵ ژوئیه ۲۰۰۰    |
| ۱۷۵۹۷۵ | 2000 OB4      | ۲۴ ژوئیه ۲۰۰۰   |
| ۱۷۵۹۷۶ | 2000 OJ38     | ۳۰ ژوئیه ۲۰۰۰   |
| ۱۷۵۹۷۷ | 2000 OO41     | ۳۰ ژوئیه ۲۰۰۰   |
| ۱۷۵۹۷۸ | 2000 PL10     | ۱ اوت ۲۰۰۰      |
| ۱۷۵۹۷۹ | 2000 PH26     | ۵ اوت ۲۰۰۰      |
| ۱۷۵۹۸۰ | 2000 QV6      | ۲۴ اوت ۲۰۰۰     |
| ۱۷۵۹۸۱ | 2000 QO29     | ۲۴ اوت ۲۰۰۰     |
| ۱۷۵۹۸۲ | 2000 QS40     | ۲۴ اوت ۲۰۰۰     |
| ۱۷۵۹۸۳ | 2000 QN43     | ۲۴ اوت ۲۰۰۰     |
| ۱۷۵۹۸۴ | 2000 QN48     | ۲۴ اوت ۲۰۰۰     |
| ۱۷۵۹۸۵ | 2000 QE52     | ۲۴ اوت ۲۰۰۰     |
| ۱۷۵۹۸۶ | 2000 QN71     | ۲۴ اوت ۲۰۰۰     |
| ۱۷۵۹۸۷ | 2000 QF74     | ۲۴ اوت ۲۰۰۰     |
| ۱۷۵۹۸۸ | 2000 QL79     | ۲۴ اوت ۲۰۰۰     |
| ۱۷۵۹۸۹ | 2000 QG94     | ۲۶ اوت ۲۰۰۰     |
| ۱۷۵۹۹۰ | 2000 QQ119    | ۲۵ اوت ۲۰۰۰     |
| ۱۷۵۹۹۱ | 2000 QN131    | ۲۴ اوت ۲۰۰۰     |
| ۱۷۵۹۹۲ | 2000 QC134    | ۲۶ اوت ۲۰۰۰     |
| ۱۷۵۹۹۳ | 2000 QB145    | ۳۱ اوت ۲۰۰۰     |
| ۱۷۵۹۹۴ | 2000 QM155    | ۳۱ اوت ۲۰۰۰     |
| ۱۷۵۹۹۵ | 2000 QO155    | ۳۱ اوت ۲۰۰۰     |
| ۱۷۵۹۹۶ | 2000 QK156    | ۳۱ اوت ۲۰۰۰     |
| ۱۷۵۹۹۷ | 2000 QZ159    | ۳۱ اوت ۲۰۰۰     |
| ۱۷۵۹۹۸ | 2000 QN168    | ۳۱ اوت ۲۰۰۰     |
| ۱۷۵۹۹۹ | 2000 QW173    | ۳۱ اوت ۲۰۰۰     |
| ۱۷۶۰۰۰ | 2000 QL213    | ۳۱ اوت ۲۰۰۰     |